# Phase de groupes de la Ligue Europa 2020-2021
Pour un article plus général, voir Ligue Europa 2020-2021.
Navigation
Phase finale
La phase de groupes de l'édition 2020-2021 de la Ligue Europa se déroule du 22 octobre au 10 décembre 2020. Un total de 48 équipes y prend part afin de désigner 24 des 32 participants à la phase finale.

## Format
Dans chaque groupe, chaque équipe affronte les trois autres, à domicile et à l'extérieur suivant un format « toutes rondes », pour un total de six matchs chacun. Le premier ainsi que le deuxième du groupe sont qualifiés pour les seizièmes de finale, où ils sont alors rejoints par les huit équipes arrivées en troisième position lors de la phase de groupes de la Ligue des champions. La répartition des points est la suivante : 3 points pour une victoire, 1 point pour un match nul et 0 points pour une défaite.

### Critères de départage
En cas d’égalité de points de plusieurs équipes à l'issue des matches de groupe,
les critères suivants sont appliqués dans l'ordre indiqué pour établir leur
classement :
1. plus grand nombre de points obtenus dans les matches du groupe disputés entre les équipes concernées ;
2. meilleure différence de buts dans les matches du groupe disputés entre les équipes concernées ;
3. plus grand nombre de buts marqués dans les matches du groupe disputés entre les équipes concernées ;
4. plus grand nombre de buts marqués à l’extérieur dans les matches du groupe disputés entre les équipes concernées ;
5. si, après l’application des critères 1 à 4, plusieurs équipes sont toujours à égalité, les critères 1 à 4 sont à nouveau appliqués exclusivement aux matches entre les équipes concernées afin de déterminer leur classement final. Si cette procédure ne donne pas de résultat, les critères 6 à 12 s’appliquent ;
6. meilleure différence de buts dans tous les matches du groupe ;
7. plus grand nombre de buts marqués dans tous les matches du groupe ;
8. plus grand nombre de buts marqués à l’extérieur dans tous les matches du groupe ;
9. plus grand nombre de victoires dans tous les matches du groupe ;
10. plus grand nombre de victoires à l'extérieur dans tous les matches du groupe ;
11. total le plus faible de points disciplinaires sur la base uniquement des cartons jaunes et des cartons rouges reçus durant tous les matches du groupe (carton rouge = 3 points, carton jaune = 1 point, expulsion pour deux cartons jaunes au cours d'un match = 3 points) ;
12. meilleur coefficient de club.

Légende des classements
- Qualification pour les seizièmes de finale

Légende des résultats
- Victoire à domicile
- Match nul
- Victoire à l'extérieur

## Groupes

### Groupe A
| Rang | Équipe         | Pts | J | G | N | P | Bp | Bc | Diff |  | Résultats (▼ dom., ► ext.) |     |     |     |     |
| ---- | -------------- | --- | - | - | - | - | -- | -- | ---- |  | -------------------------- | --- | --- | --- | --- |
| 1    | AS Rome        | 13  | 6 | 4 | 1 | 1 | 13 | 5  | +8   |  | AS Rome                    |     | 3-1 | 5-0 | 0-0 |
| 2    | BSC Young Boys | 10  | 6 | 3 | 1 | 2 | 9  | 7  | +2   |  | BSC Young Boys             | 1-2 |     | 2-1 | 3-0 |
| 3    | CFR Cluj       | 5   | 6 | 1 | 2 | 3 | 4  | 10 | -6   |  | CFR Cluj                   | 0-2 | 1-1 |     | 0-0 |
| 4    | CSKA Sofia     | 5   | 6 | 1 | 2 | 3 | 3  | 7  | -4   |  | CSKA Sofia                 | 3-1 | 0-1 | 0-2 |     |

| 1re journée                | BSC Young Boys   | 1 - 2   | AS Rome                  | Stade du Wankdorf, Berne                              |                                                       |
| 22 octobre 2020 18h55 CEST | Nsamé 14e (pen.) | (1 - 0) | 69e Peres · 74e Kumbulla | Spectateurs : 600 Arbitrage : Carlos del Cerro Grande | Spectateurs : 600 Arbitrage : Carlos del Cerro Grande |
| 22 octobre 2020 18h55 CEST | Rapport          |         |                          | Spectateurs : 600 Arbitrage : Carlos del Cerro Grande | Spectateurs : 600 Arbitrage : Carlos del Cerro Grande |

| 1re journée                | CSKA Sofia | 0 - 2   | CFR Cluj              | Stade national Vassil-Levski, Sofia               |                                                   |
| 22 octobre 2020 18h55 CEST |            | (0 - 0) | 53e Rondón · 74e Deac | Spectateurs : 11 958 Arbitrage : Halil Umut Meler | Spectateurs : 11 958 Arbitrage : Halil Umut Meler |
| 22 octobre 2020 18h55 CEST | Rapport    |         |                       | Spectateurs : 11 958 Arbitrage : Halil Umut Meler | Spectateurs : 11 958 Arbitrage : Halil Umut Meler |

| 2e journée                 | AS Rome | 0 - 0   | CSKA Sofia | Stade olympique de Rome, Rome                |                                              |
| 29 octobre 2020 21h00 CEST |         | (0 - 0) |            | Spectateurs : 0 Arbitrage : Aleksei Kulbakov | Spectateurs : 0 Arbitrage : Aleksei Kulbakov |
| 29 octobre 2020 21h00 CEST | Rapport |         |            | Spectateurs : 0 Arbitrage : Aleksei Kulbakov | Spectateurs : 0 Arbitrage : Aleksei Kulbakov |

| 2e journée                 | CFR Cluj   | 1 - 1   | BSC Young Boys | Stade Docteur-Constantin-Rădulescu, Cluj-Napoca |                                          |
| 29 octobre 2020 21h00 CEST | Rondón 62e | (0 - 0) | 69e Fassnacht  | Spectateurs : 0 Arbitrage : Glenn Nyberg        | Spectateurs : 0 Arbitrage : Glenn Nyberg |
| 29 octobre 2020 21h00 CEST | Rapport    |         |                | Spectateurs : 0 Arbitrage : Glenn Nyberg        | Spectateurs : 0 Arbitrage : Glenn Nyberg |

| 3e journée                 | AS Rome                                                  | 5 - 0   | CFR Cluj | Stade olympique de Rome, Rome         |                                       |
| 5 novembre 2020 18h55 CEST | Mkhitaryan 2e · Ibañez 24e · Mayoral 34e 84e · Pedro 89e | (3 - 0) |          | Spectateurs : 0 Arbitrage : Matej Jug | Spectateurs : 0 Arbitrage : Matej Jug |
| 5 novembre 2020 18h55 CEST | Rapport                                                  |         |          | Spectateurs : 0 Arbitrage : Matej Jug | Spectateurs : 0 Arbitrage : Matej Jug |

| 3e journée                 | BSC Young Boys                  | 3 - 0   | CSKA Sofia | Stade du Wankdorf, Berne                    |                                             |
| 5 novembre 2020 21h00 CEST | Mambimbi 2e 32e · Sulejmani 32e | (3 - 0) |            | Spectateurs : 0 Arbitrage : Lawrence Visser | Spectateurs : 0 Arbitrage : Lawrence Visser |
| 5 novembre 2020 21h00 CEST | Rapport                         |         |            | Spectateurs : 0 Arbitrage : Lawrence Visser | Spectateurs : 0 Arbitrage : Lawrence Visser |

| 4e journée                  | CSKA Sofia | 0 - 1   | BSC Young Boys | Stade national Vassil-Levski, Sofia         |                                             |
| 26 novembre 2020 18h55 CEST |            | (0 - 1) | 34e Nsamé      | Spectateurs : 0 Arbitrage : Fabio Verissimo | Spectateurs : 0 Arbitrage : Fabio Verissimo |
| 26 novembre 2020 18h55 CEST | Rapport    |         |                | Spectateurs : 0 Arbitrage : Fabio Verissimo | Spectateurs : 0 Arbitrage : Fabio Verissimo |

| 4e journée                  | CFR Cluj | 0 - 2   | AS Rome                                  | Stade Docteur-Constantin-Rădulescu, Cluj-Napoca |                                            |
| 26 novembre 2020 21h00 CEST |          | (0 - 0) | 49e (csc) Debeljuh · 67e (pen.) Veretout | Spectateurs : 0 Arbitrage : Harald Lechner      | Spectateurs : 0 Arbitrage : Harald Lechner |
| 26 novembre 2020 21h00 CEST | Rapport  |         |                                          | Spectateurs : 0 Arbitrage : Harald Lechner      | Spectateurs : 0 Arbitrage : Harald Lechner |

| 5e journée                 | AS Rome                                 | 3 - 1   | BSC Young Boys | Stade olympique de Rome, Rome          |                                        |
| 3 décembre 2020 21h00 CEST | Mayoral 44e · Calafiori 59e · Džeko 81e | (1 - 1) | 34e Nsamé      | Spectateurs : 0 Arbitrage : Fran Jović | Spectateurs : 0 Arbitrage : Fran Jović |
| 3 décembre 2020 21h00 CEST | Rapport                                 |         |                | Spectateurs : 0 Arbitrage : Fran Jović | Spectateurs : 0 Arbitrage : Fran Jović |

| 5e journée                 | CFR Cluj | 0 - 0   | CSKA Sofia | Stade Docteur-Constantin-Rădulescu, Cluj-Napoca |                                            |
| 3 décembre 2020 21h00 CEST |          | (0 - 0) |            | Spectateurs : 0 Arbitrage : Amaury Delerue      | Spectateurs : 0 Arbitrage : Amaury Delerue |
| 3 décembre 2020 21h00 CEST | Rapport  |         |            | Spectateurs : 0 Arbitrage : Amaury Delerue      | Spectateurs : 0 Arbitrage : Amaury Delerue |

| 6e journée                  | BSC Young Boys                     | 2 - 1   | CFR Cluj     | Stade du Wankdorf, Berne                   |                                            |
| 10 décembre 2020 18h55 CEST | Nsamé 90+4e (pen.) · Gaudino 90+6e | (0 - 0) | 84e Debeljuh | Spectateurs : 0 Arbitrage : Benoît Bastien | Spectateurs : 0 Arbitrage : Benoît Bastien |
| 10 décembre 2020 18h55 CEST | Rapport                            |         |              | Spectateurs : 0 Arbitrage : Benoît Bastien | Spectateurs : 0 Arbitrage : Benoît Bastien |

| 6e journée                  | CSKA Sofia                  | 3 - 1   | AS Rome      | Stade national Vassil-Levski, Sofia      |                                          |
| 10 décembre 2020 18h55 CEST | Rodrigues 5e · Sowe 34e 55e | (2 - 1) | 22e Milanese | Spectateurs : 0 Arbitrage : Irfan Peljto | Spectateurs : 0 Arbitrage : Irfan Peljto |
| 10 décembre 2020 18h55 CEST | Rapport                     |         |              | Spectateurs : 0 Arbitrage : Irfan Peljto | Spectateurs : 0 Arbitrage : Irfan Peljto |

### Groupe B
| Rang | Équipe       | Pts | J | G | N | P | Bp | Bc | Diff |  | Résultats (▼ dom., ► ext.) |     |     |     |     |
| ---- | ------------ | --- | - | - | - | - | -- | -- | ---- |  | -------------------------- | --- | --- | --- | --- |
| 1    | Arsenal FC   | 18  | 6 | 6 | 0 | 0 | 20 | 5  | +15  |  | Arsenal FC                 |     | 4-1 | 4-1 | 3-0 |
| 2    | Molde FK     | 10  | 6 | 3 | 1 | 2 | 9  | 11 | -2   |  | Molde FK                   | 0-3 |     | 1-0 | 3-1 |
| 3    | Rapid Vienne | 7   | 6 | 2 | 1 | 3 | 11 | 13 | -2   |  | Rapid Vienne               | 1-2 | 2-2 |     | 4-3 |
| 4    | Dundalk FC   | 0   | 6 | 0 | 0 | 6 | 8  | 19 | -11  |  | Dundalk FC                 | 2-4 | 1-2 | 1-3 |     |

| 1re journée                | Dundalk FC | 1 - 2   | Molde FK                     | Tallaght Stadium, Dublin                   |                                            |
| 22 octobre 2020 18h55 CEST | Murray 35e | (1 - 0) | 62e Hussain · 72e Omoijuanfo | Spectateurs : 0 Arbitrage : Petri Viljanen | Spectateurs : 0 Arbitrage : Petri Viljanen |
| 22 octobre 2020 18h55 CEST | Rapport    |         |                              | Spectateurs : 0 Arbitrage : Petri Viljanen | Spectateurs : 0 Arbitrage : Petri Viljanen |

| 1re journée                | Rapid Vienne | 1 - 2   | Arsenal FC                | Allianz Stadion, Vienne                        |                                                |
| 22 octobre 2020 18h55 CEST | Foúntas 51e  | (0 - 0) | 70e Luiz · 74e Aubameyang | Spectateurs : 3 000 Arbitrage : Pavel Královec | Spectateurs : 3 000 Arbitrage : Pavel Královec |
| 22 octobre 2020 18h55 CEST | Rapport      |         |                           | Spectateurs : 3 000 Arbitrage : Pavel Královec | Spectateurs : 3 000 Arbitrage : Pavel Královec |

| 2e journée                 | Arsenal FC                           | 3 - 0   | Dundalk FC | Emirates Stadium, Londres               |                                         |
| 29 octobre 2020 21h00 CEST | Nketiah 42e · Willock 44e · Pépé 46e | (2 - 0) |            | Spectateurs : 0 Arbitrage : Filip Glova | Spectateurs : 0 Arbitrage : Filip Glova |
| 29 octobre 2020 21h00 CEST | Rapport                              |         |            | Spectateurs : 0 Arbitrage : Filip Glova | Spectateurs : 0 Arbitrage : Filip Glova |

| 2e journée                 | Molde FK       | 1 - 0   | Rapid Vienne | Aker Stadion, Molde                          |                                              |
| 29 octobre 2020 21h00 CEST | Omoijuanfo 65e | (0 - 0) |              | Spectateurs : 600 Arbitrage : Petr Ardeleanu | Spectateurs : 600 Arbitrage : Petr Ardeleanu |
| 29 octobre 2020 21h00 CEST | Rapport        |         |              | Spectateurs : 600 Arbitrage : Petr Ardeleanu | Spectateurs : 600 Arbitrage : Petr Ardeleanu |

| 3e journée                 | Rapid Vienne                                         | 4 - 3   | Dundalk FC                    | Allianz Stadion, Vienne                           |                                                   |
| 5 novembre 2020 18h55 CEST | Ljubičić 22e · Arase 79e · Hofmann 87e · Demir 90+1e | (1 - 1) | 7e Hoban · 81e 90+6e McMillan | Spectateurs : 0 Arbitrage : Trustin Farrugia Cann | Spectateurs : 0 Arbitrage : Trustin Farrugia Cann |
| 5 novembre 2020 18h55 CEST | Rapport                                              |         |                               | Spectateurs : 0 Arbitrage : Trustin Farrugia Cann | Spectateurs : 0 Arbitrage : Trustin Farrugia Cann |

| 3e journée                 | Arsenal FC                                                     | 4 - 1   | Molde FK      | Emirates Stadium, Londres                    |                                              |
| 5 novembre 2020 21h00 CEST | Haugen 45+1e (csc) · Sinyan 62e (csc) · Pépé 69e · Willock 88e | (1 - 1) | 22e Ellingsen | Spectateurs : 0 Arbitrage : Halil Umut Meler | Spectateurs : 0 Arbitrage : Halil Umut Meler |
| 5 novembre 2020 21h00 CEST | Rapport                                                        |         |               | Spectateurs : 0 Arbitrage : Halil Umut Meler | Spectateurs : 0 Arbitrage : Halil Umut Meler |

| 4e journée                  | Molde FK | 0 - 3   | Arsenal FC                          | Aker Stadion, Molde                        |                                            |
| 26 novembre 2020 18h55 CEST |          | (0 - 0) | 50e Pépé · 55e Nelson · 83e Balogun | Spectateurs : 600 Arbitrage : Irfan Peljto | Spectateurs : 600 Arbitrage : Irfan Peljto |
| 26 novembre 2020 18h55 CEST | Rapport  |         |                                     | Spectateurs : 600 Arbitrage : Irfan Peljto | Spectateurs : 600 Arbitrage : Irfan Peljto |

| 4e journée                  | Dundalk FC         | 1 - 3   | Rapid Vienne                   | Aviva Stadium, Dublin                    |                                          |
| 26 novembre 2020 21h00 CEST | Shields 63e (pen.) | (0 - 2) | 11e Knasmüllner · 37e 58e Kara | Spectateurs : 0 Arbitrage : Tamás Bognar | Spectateurs : 0 Arbitrage : Tamás Bognar |
| 26 novembre 2020 21h00 CEST | Rapport            |         |                                | Spectateurs : 0 Arbitrage : Tamás Bognar | Spectateurs : 0 Arbitrage : Tamás Bognar |

| 5e journée                 | Arsenal FC                                              | 4 - 1   | Rapid Vienne | Emirates Stadium, Londres                     |                                               |
| 3 décembre 2020 21h00 CEST | Lacazette 10e · Marí 18e · Nketiah 44e · Smith-Rowe 66e | (3 - 0) | 47e Kitagawa | Spectateurs : 2 000 Arbitrage : Radu Petrescu | Spectateurs : 2 000 Arbitrage : Radu Petrescu |
| 3 décembre 2020 21h00 CEST | Rapport                                                 |         |              | Spectateurs : 2 000 Arbitrage : Radu Petrescu | Spectateurs : 2 000 Arbitrage : Radu Petrescu |

| 5e journée                 | Molde FK                                    | 3 - 1   | Dundalk FC   | Aker Stadion, Molde                          |                                              |
| 3 décembre 2020 21h00 CEST | Eikrem 30e · Omoijuanfo 41e · Ellingsen 67e | (2 - 0) | 90+4e Flores | Spectateurs : 600 Arbitrage : Daniel Siebert | Spectateurs : 600 Arbitrage : Daniel Siebert |
| 3 décembre 2020 21h00 CEST | Rapport                                     |         |              | Spectateurs : 600 Arbitrage : Daniel Siebert | Spectateurs : 600 Arbitrage : Daniel Siebert |

| 6e journée                  | Dundalk FC             | 2 - 4   | Arsenal FC                                           | Aviva Stadium, Dublin                  |                                        |
| 10 décembre 2020 18h55 CEST | Flores 22e · Hoare 85e | (1 - 2) | 12e Nketiah · 18e Elneny · 67e Willock · 80e Balogun | Spectateurs : 0 Arbitrage : Ivan Bebek | Spectateurs : 0 Arbitrage : Ivan Bebek |
| 10 décembre 2020 18h55 CEST | Rapport                |         |                                                      | Spectateurs : 0 Arbitrage : Ivan Bebek | Spectateurs : 0 Arbitrage : Ivan Bebek |

| 6e journée                  | Rapid Vienne                    | 2 - 2   | Molde FK       | Allianz Stadion, Vienne                 |                                         |
| 10 décembre 2020 18h55 CEST | Ritzmaier 43e · Ibrahimoglu 90e | (1 - 1) | 12e 46e Eikrem | Spectateurs : 0 Arbitrage : Marco Guida | Spectateurs : 0 Arbitrage : Marco Guida |
| 10 décembre 2020 18h55 CEST | Rapport                         |         |                | Spectateurs : 0 Arbitrage : Marco Guida | Spectateurs : 0 Arbitrage : Marco Guida |

### Groupe C
| Rang | Équipe            | Pts | J | G | N | P | Bp | Bc | Diff |  | Résultats (▼ dom., ► ext.) |     |     |     |     |
| ---- | ----------------- | --- | - | - | - | - | -- | -- | ---- |  | -------------------------- | --- | --- | --- | --- |
| 1    | Bayer Leverkusen  | 15  | 6 | 5 | 0 | 1 | 21 | 8  | +13  |  | Bayer Leverkusen           |     | 4-0 | 4-1 | 6-2 |
| 2    | Slavia Prague     | 12  | 6 | 4 | 0 | 2 | 11 | 10 | +1   |  | Slavia Prague              | 1-0 |     | 3-0 | 3-2 |
| 3    | Hapoël Beer-Sheva | 6   | 6 | 2 | 0 | 4 | 7  | 13 | -6   |  | Hapoël Beer-Sheva          | 2-4 | 3-1 |     | 1-0 |
| 4    | OGC Nice          | 3   | 6 | 1 | 0 | 5 | 8  | 16 | -8   |  | OGC Nice                   | 2-3 | 1-3 | 1-0 |     |

| 1re journée                | Bayer Leverkusen                                                   | 6 - 2   | OGC Nice                        | BayArena, Leverkusen                   |                                        |
| 22 octobre 2020 18h55 CEST | Amiri 11e · Alario 16e · Diaby 61e · Bellarabi 79e 83e · Wirtz 87e | (2 - 1) | 31e Gouiri · 90e Claude-Maurice | Spectateurs : 0 Arbitrage : Fran Jović | Spectateurs : 0 Arbitrage : Fran Jović |
| 22 octobre 2020 18h55 CEST | Rapport                                                            |         |                                 | Spectateurs : 0 Arbitrage : Fran Jović | Spectateurs : 0 Arbitrage : Fran Jović |

| 1re journée                | Hapoël Beer-Sheva              | 3 - 1   | Slavia Prague | Stade HaMoshava, Petah Tikva                 |                                              |
| 22 octobre 2020 18h55 CEST | Agudelo 45e · Acolatse 86e 88e | (1 - 0) | 75e Provod    | Spectateurs : 40 Arbitrage : Lawrence Visser | Spectateurs : 40 Arbitrage : Lawrence Visser |
| 22 octobre 2020 18h55 CEST | Rapport                        |         |               | Spectateurs : 40 Arbitrage : Lawrence Visser | Spectateurs : 40 Arbitrage : Lawrence Visser |

| 2e journée                 | Slavia Prague | 1 - 0   | Bayer Leverkusen | Stade Sinobo, Prague                       |                                            |
| 29 octobre 2020 21h00 CEST | Olayinka 80e  | (0 - 0) |                  | Spectateurs : 0 Arbitrage : William Collum | Spectateurs : 0 Arbitrage : William Collum |
| 29 octobre 2020 21h00 CEST | Rapport       |         |                  | Spectateurs : 0 Arbitrage : William Collum | Spectateurs : 0 Arbitrage : William Collum |

| 2e journée                 | OGC Nice   | 1 - 0   | Hapoël Beer-Sheva | Allianz Riviera, Nice                      |                                            |
| 29 octobre 2020 21h00 CEST | Gouiri 22e | (1 - 0) |                   | Spectateurs : 0 Arbitrage : Chris Kavanagh | Spectateurs : 0 Arbitrage : Chris Kavanagh |
| 29 octobre 2020 21h00 CEST | Rapport    |         |                   | Spectateurs : 0 Arbitrage : Chris Kavanagh | Spectateurs : 0 Arbitrage : Chris Kavanagh |

| 3e journée                 | Slavia Prague             | 3 - 2   | OGC Nice                 | Stade Sinobo, Prague                     |                                          |
| 5 novembre 2020 18h55 CEST | Kuchta 16e 71e · Sima 43e | (2 - 1) | 33e Gouiri · 90+2e Ndoye | Spectateurs : 0 Arbitrage : Jakob Kehlet | Spectateurs : 0 Arbitrage : Jakob Kehlet |
| 5 novembre 2020 18h55 CEST | Rapport                   |         |                          | Spectateurs : 0 Arbitrage : Jakob Kehlet | Spectateurs : 0 Arbitrage : Jakob Kehlet |

| 3e journée                 | Hapoël Beer-Sheva | 2 - 4   | Bayer Leverkusen                            | Stade HaMoshava, Petah Tikva              |                                           |
| 5 novembre 2020 18h55 CEST | Acolatse 11e 25e  | (2 - 2) | 5e 75e Bailey · 39e (csc) Dadya · 88e Wirtz | Spectateurs : 0 Arbitrage : Radu Petrescu | Spectateurs : 0 Arbitrage : Radu Petrescu |
| 5 novembre 2020 18h55 CEST | Rapport           |         |                                             | Spectateurs : 0 Arbitrage : Radu Petrescu | Spectateurs : 0 Arbitrage : Radu Petrescu |

| 4e journée                  | Bayer Leverkusen                                    | 4 - 1   | Hapoël Beer-Sheva | BayArena, Leverkusen                  |                                       |
| 26 novembre 2020 21h00 CEST | Schick 29e · Bailey 48e · Demirbay 76e · Alario 80e | (1 - 0) | 58e Shviro        | Spectateurs : 0 Arbitrage : Paweł Gil | Spectateurs : 0 Arbitrage : Paweł Gil |
| 26 novembre 2020 21h00 CEST | Rapport                                             |         |                   | Spectateurs : 0 Arbitrage : Paweł Gil | Spectateurs : 0 Arbitrage : Paweł Gil |

| 4e journée                  | OGC Nice   | 1 - 3   | Slavia Prague                       | Allianz Riviera, Nice                    |                                          |
| 26 novembre 2020 21h00 CEST | Gouiri 61e | (0 - 1) | 15e Lingr · 64e Olayinka · 75e Sima | Spectateurs : 0 Arbitrage : Glenn Nyberg | Spectateurs : 0 Arbitrage : Glenn Nyberg |
| 26 novembre 2020 21h00 CEST | Rapport    |         |                                     | Spectateurs : 0 Arbitrage : Glenn Nyberg | Spectateurs : 0 Arbitrage : Glenn Nyberg |

| 5e journée                 | Slavia Prague              | 3 - 0   | Hapoël Beer-Sheva | Stade Sinobo, Prague                       |                                            |
| 3 décembre 2020 21h00 CEST | Sima 31e 85e · Stanciu 36e | (2 - 0) |                   | Spectateurs : 600 Arbitrage : Tamás Bognar | Spectateurs : 600 Arbitrage : Tamás Bognar |
| 3 décembre 2020 21h00 CEST | Rapport                    |         |                   | Spectateurs : 600 Arbitrage : Tamás Bognar | Spectateurs : 600 Arbitrage : Tamás Bognar |

| 5e journée                 | OGC Nice               | 2 - 3   | Bayer Leverkusen                              | Allianz Riviera, Nice                        |                                              |
| 3 décembre 2020 21h00 CEST | Kamara 26e · Ndoye 47e | (1 - 2) | 22e Diaby · 32e Dragović · 51e Baumgartlinger | Spectateurs : 0 Arbitrage : Maurizio Mariani | Spectateurs : 0 Arbitrage : Maurizio Mariani |
| 3 décembre 2020 21h00 CEST | Rapport                |         |                                               | Spectateurs : 0 Arbitrage : Maurizio Mariani | Spectateurs : 0 Arbitrage : Maurizio Mariani |

| 6e journée                  | Bayer Leverkusen                            | 4 - 0   | Slavia Prague | BayArena, Leverkusen                           |                                                |
| 10 décembre 2020 18h55 CEST | Bailey 8e 32e · Diaby 59e · Bellarabi 90+1e | (2 - 0) |               | Spectateurs : 0 Arbitrage : Tasos Sidiropoulos | Spectateurs : 0 Arbitrage : Tasos Sidiropoulos |
| 10 décembre 2020 18h55 CEST | Rapport                                     |         |               | Spectateurs : 0 Arbitrage : Tasos Sidiropoulos | Spectateurs : 0 Arbitrage : Tasos Sidiropoulos |

| 6e journée                  | Hapoël Beer-Sheva | 1 - 0   | OGC Nice | Stade HaMoshava, Petah Tikva              |                                           |
| 10 décembre 2020 18h55 CEST | Hatuel 72e        | (0 - 0) |          | Spectateurs : 0 Arbitrage : Kristo Tohver | Spectateurs : 0 Arbitrage : Kristo Tohver |
| 10 décembre 2020 18h55 CEST | Rapport           |         |          | Spectateurs : 0 Arbitrage : Kristo Tohver | Spectateurs : 0 Arbitrage : Kristo Tohver |

### Groupe D
| Rang | Équipe            | Pts | J | G | N | P | Bp | Bc | Diff |  | Résultats (▼ dom., ► ext.) |     |     |     |     |
| ---- | ----------------- | --- | - | - | - | - | -- | -- | ---- |  | -------------------------- | --- | --- | --- | --- |
| 1    | Rangers FC        | 14  | 6 | 4 | 2 | 0 | 13 | 7  | +6   |  | Rangers FC                 |     | 2-2 | 3-2 | 1-0 |
| 2    | Benfica Lisbonne  | 12  | 6 | 3 | 3 | 0 | 18 | 9  | +9   |  | Benfica Lisbonne           | 3-3 |     | 3-0 | 4-0 |
| 3    | Standard de Liège | 4   | 6 | 1 | 1 | 4 | 7  | 14 | -7   |  | Standard de Liège          | 0-2 | 2-2 |     | 2-1 |
| 4    | Lech Poznań       | 3   | 6 | 1 | 0 | 5 | 6  | 14 | -8   |  | Lech Poznań                | 0-2 | 2-4 | 3-1 |     |

| 1re journée                | Standard de Liège | 0 - 2   | Rangers FC                         | Stade Maurice-Dufrasne, Liège                |                                              |
| 22 octobre 2020 18h55 CEST |                   | (0 - 1) | 19e (pen.) Tavernier · 90+3e Roofe | Spectateurs : 3 139 Arbitrage : Jakob Kehlet | Spectateurs : 3 139 Arbitrage : Jakob Kehlet |
| 22 octobre 2020 18h55 CEST | Rapport           |         |                                    | Spectateurs : 3 139 Arbitrage : Jakob Kehlet | Spectateurs : 3 139 Arbitrage : Jakob Kehlet |

| 1re journée                | Lech Poznań   | 2 - 4   | Benfica Lisbonne                      | Stade municipal de Poznań, Poznań            |                                              |
| 22 octobre 2020 18h55 CEST | Ishak 15e 49e | (1 - 2) | 9e (pen.) Pizzi · 42e 60e 90+3e Núñez | Spectateurs : 0 Arbitrage : Nikola Dabanović | Spectateurs : 0 Arbitrage : Nikola Dabanović |
| 22 octobre 2020 18h55 CEST | Rapport       |         |                                       | Spectateurs : 0 Arbitrage : Nikola Dabanović | Spectateurs : 0 Arbitrage : Nikola Dabanović |

| 2e journée                 | Benfica Lisbonne                              | 3 - 0   | Standard de Liège | Estádio da Luz, Lisbonne                          |                                                   |
| 29 octobre 2020 21h00 CEST | Pizzi 49e (pen.) 76e · Waldschmidt 66e (pen.) | (0 - 0) |                   | Spectateurs : 4 750 Arbitrage : François Letexier | Spectateurs : 4 750 Arbitrage : François Letexier |
| 29 octobre 2020 21h00 CEST | Rapport                                       |         |                   | Spectateurs : 4 750 Arbitrage : François Letexier | Spectateurs : 4 750 Arbitrage : François Letexier |

| 2e journée                 | Rangers FC  | 1 - 0   | Lech Poznań | Ibrox Stadium, Glasgow                     |                                            |
| 29 octobre 2020 21h00 CEST | Morelos 68e | (0 - 0) |             | Spectateurs : 11 Arbitrage : Kristo Tohver | Spectateurs : 11 Arbitrage : Kristo Tohver |
| 29 octobre 2020 21h00 CEST | Rapport     |         |             | Spectateurs : 11 Arbitrage : Kristo Tohver | Spectateurs : 11 Arbitrage : Kristo Tohver |

| 3e journée                 | Benfica Lisbonne                           | 3 - 3   | Rangers FC                                     | Estádio da Luz, Lisbonne                      |                                               |
| 5 novembre 2020 18h55 CEST | Goldson 2e (csc) · Silva 77e · Núñez 90+1e | (1 - 2) | 24e (csc) Gonçalves · 25e Kamara · 51e Morelos | Spectateurs : 0 Arbitrage : Jesús Gil Manzano | Spectateurs : 0 Arbitrage : Jesús Gil Manzano |
| 5 novembre 2020 18h55 CEST | Rapport                                    |         |                                                | Spectateurs : 0 Arbitrage : Jesús Gil Manzano | Spectateurs : 0 Arbitrage : Jesús Gil Manzano |

| 3e journée                 | Lech Poznań                | 3 - 1   | Standard de Liège | Stade municipal de Poznań, Poznań                  |                                                    |
| 5 novembre 2020 18h55 CEST | Skóraś 14e · Ishak 22e 48e | (2 - 1) | 29e Lestienne     | Spectateurs : 0 Arbitrage : Manuel Schuettengruber | Spectateurs : 0 Arbitrage : Manuel Schuettengruber |
| 5 novembre 2020 18h55 CEST | Rapport                    |         |                   | Spectateurs : 0 Arbitrage : Manuel Schuettengruber | Spectateurs : 0 Arbitrage : Manuel Schuettengruber |

| 4e journée                  | Standard de Liège          | 2 - 1   | Lech Poznań | Stade Maurice-Dufrasne, Liège              |                                            |
| 26 novembre 2020 21h00 CEST | Tapsoba 63e · Laïfis 90+3e | (0 - 0) | 61e Ishak   | Spectateurs : 0 Arbitrage : Petr Ardeleanu | Spectateurs : 0 Arbitrage : Petr Ardeleanu |
| 26 novembre 2020 21h00 CEST | Rapport                    |         |             | Spectateurs : 0 Arbitrage : Petr Ardeleanu | Spectateurs : 0 Arbitrage : Petr Ardeleanu |

| 4e journée                  | Rangers FC             | 2 - 2   | Benfica Lisbonne                | Ibrox Stadium, Glasgow                    |                                           |
| 26 novembre 2020 21h00 CEST | Arfield 7e · Roofe 69e | (1 - 0) | 78e (csc) Tavernier · 81e Pizzi | Spectateurs : 0 Arbitrage : Radu Petrescu | Spectateurs : 0 Arbitrage : Radu Petrescu |
| 26 novembre 2020 21h00 CEST | Rapport                |         |                                 | Spectateurs : 0 Arbitrage : Radu Petrescu | Spectateurs : 0 Arbitrage : Radu Petrescu |

| 5e journée                 | Benfica Lisbonne                                   | 4 - 0   | Lech Poznań | Estádio da Luz, Lisbonne                     |                                              |
| 3 décembre 2020 21h00 CEST | Vertonghen 36e · Núñez 57e · Pizzi 58e · Weigl 89e | (1 - 0) |             | Spectateurs : 0 Arbitrage : Srdjan Jovanović | Spectateurs : 0 Arbitrage : Srdjan Jovanović |
| 3 décembre 2020 21h00 CEST | Rapport                                            |         |             | Spectateurs : 0 Arbitrage : Srdjan Jovanović | Spectateurs : 0 Arbitrage : Srdjan Jovanović |

| 5e journée                 | Rangers FC                                         | 3 - 2   | Standard de Liège      | Ibrox Stadium, Glasgow                    |                                           |
| 3 décembre 2020 21h00 CEST | Goldson 39e · Tavernier 45+1e (pen.) · Arfield 63e | (2 - 2) | 6e Lestienne · 41e Čop | Spectateurs : 0 Arbitrage : Bojan Pandzić | Spectateurs : 0 Arbitrage : Bojan Pandzić |
| 3 décembre 2020 21h00 CEST | Rapport                                            |         |                        | Spectateurs : 0 Arbitrage : Bojan Pandzić | Spectateurs : 0 Arbitrage : Bojan Pandzić |

| 6e journée                  | Standard de Liège        | 2 - 2   | Benfica Lisbonne               | Stade Maurice-Dufrasne, Liège                |                                              |
| 10 décembre 2020 18h55 CEST | Raskin 12e · Tapsoba 60e | (1 - 1) | 16e Everton · 67e (pen.) Pizzi | Spectateurs : 0 Arbitrage : Aleksei Kulbakov | Spectateurs : 0 Arbitrage : Aleksei Kulbakov |
| 10 décembre 2020 18h55 CEST | Rapport                  |         |                                | Spectateurs : 0 Arbitrage : Aleksei Kulbakov | Spectateurs : 0 Arbitrage : Aleksei Kulbakov |

| 6e journée                  | Lech Poznań | 0 - 2   | Rangers FC           | Stade municipal de Poznań, Poznań              |                                                |
| 10 décembre 2020 18h55 CEST |             | (0 - 1) | 31e Itten · 72e Hagi | Spectateurs : 0 Arbitrage : José María Sánchez | Spectateurs : 0 Arbitrage : José María Sánchez |
| 10 décembre 2020 18h55 CEST | Rapport     |         |                      | Spectateurs : 0 Arbitrage : José María Sánchez | Spectateurs : 0 Arbitrage : José María Sánchez |

### Groupe E
| Rang | Équipe         | Pts | J | G | N | P | Bp | Bc | Diff |  | Résultats (▼ dom., ► ext.) |     |     |     |     |
| ---- | -------------- | --- | - | - | - | - | -- | -- | ---- |  | -------------------------- | --- | --- | --- | --- |
| 1    | PSV Eindhoven  | 12  | 6 | 4 | 0 | 2 | 12 | 9  | +3   |  | PSV Eindhoven              |     | 1-2 | 3-2 | 4-0 |
| 2    | Grenade CF     | 11  | 6 | 3 | 2 | 1 | 6  | 3  | +3   |  | Grenade CF                 | 0-1 |     | 0-0 | 2-1 |
| 3    | PAOK Salonique | 6   | 6 | 1 | 3 | 2 | 8  | 7  | +1   |  | PAOK Salonique             | 4-1 | 0-0 |     | 1-1 |
| 4    | Omonia Nicosie | 4   | 6 | 1 | 1 | 4 | 5  | 12 | -7   |  | Omonia Nicosie             | 1-2 | 0-2 | 2-1 |     |

| 1re journée                | PSV Eindhoven | 1 - 2   | Grenade CF              | Stade Philips, Eindhoven                 |                                          |
| 22 octobre 2020 18h55 CEST | Götze 45+1e   | (1 - 0) | 57e Molina · 66e Machís | Spectateurs : 0 Arbitrage : Felix Zwayer | Spectateurs : 0 Arbitrage : Felix Zwayer |
| 22 octobre 2020 18h55 CEST | Rapport       |         |                         | Spectateurs : 0 Arbitrage : Felix Zwayer | Spectateurs : 0 Arbitrage : Felix Zwayer |

| 1re journée                | PAOK Salonique | 1 - 1   | Omonia Nicosie | Stade de Toúmba, Thessalonique           |                                          |
| 22 octobre 2020 18h55 CEST | Murg 56e       | (0 - 1) | 16e Bauthéac   | Spectateurs : 0 Arbitrage : Bobby Madden | Spectateurs : 0 Arbitrage : Bobby Madden |
| 22 octobre 2020 18h55 CEST | Rapport        |         |                | Spectateurs : 0 Arbitrage : Bobby Madden | Spectateurs : 0 Arbitrage : Bobby Madden |

| 2e journée                 | Omonia Nicosie | 1 - 2   | PSV Eindhoven   | Stade GSP, Stróvolos                       |                                            |
| 29 octobre 2020 21h00 CEST | Gómez 29e      | (1 - 1) | 40e 90+2e Malen | Spectateurs : 0 Arbitrage : Donatas Rumšas | Spectateurs : 0 Arbitrage : Donatas Rumšas |
| 29 octobre 2020 21h00 CEST | Rapport        |         |                 | Spectateurs : 0 Arbitrage : Donatas Rumšas | Spectateurs : 0 Arbitrage : Donatas Rumšas |

| 2e journée                 | Grenade CF | 0 - 0   | PAOK Salonique | Nouveau stade de Los Cármenes, Grenade    |                                           |
| 29 octobre 2020 21h00 CEST |            | (0 - 0) |                | Spectateurs : 0 Arbitrage : Tiago Martins | Spectateurs : 0 Arbitrage : Tiago Martins |
| 29 octobre 2020 21h00 CEST | Rapport    |         |                | Spectateurs : 0 Arbitrage : Tiago Martins | Spectateurs : 0 Arbitrage : Tiago Martins |

| 3e journée                 | PAOK Salonique                             | 4 - 1   | PSV Eindhoven     | Stade de Toúmba, Thessalonique               |                                              |
| 5 novembre 2020 18h55 CEST | Schwab 47e · Živković 56e 66e · Tzólis 58e | (0 - 1) | 21e (pen.) Zahavi | Spectateurs : 0 Arbitrage : Daniel Stefanski | Spectateurs : 0 Arbitrage : Daniel Stefanski |
| 5 novembre 2020 18h55 CEST | Rapport                                    |         |                   | Spectateurs : 0 Arbitrage : Daniel Stefanski | Spectateurs : 0 Arbitrage : Daniel Stefanski |

| 3e journée                 | Omonia Nicosie | 0 - 2   | Grenade CF              | Stade GSP, Stróvolos                   |                                        |
| 5 novembre 2020 18h55 CEST |                | (0 - 1) | 4e Herrera · 64e Suárez | Spectateurs : 0 Arbitrage : Ivan Bebek | Spectateurs : 0 Arbitrage : Ivan Bebek |
| 5 novembre 2020 18h55 CEST | Rapport        |         |                         | Spectateurs : 0 Arbitrage : Ivan Bebek | Spectateurs : 0 Arbitrage : Ivan Bebek |

| 4e journée                  | PSV Eindhoven                       | 3 - 2   | PAOK Salonique         | Stade Philips, Eindhoven                     |                                              |
| 26 novembre 2020 21h00 CEST | Gakpo 20e · Madueke 51e · Malen 53e | (1 - 2) | 4e Varela · 13e Tzólis | Spectateurs : 0 Arbitrage : Andris Treimanis | Spectateurs : 0 Arbitrage : Andris Treimanis |
| 26 novembre 2020 21h00 CEST | Rapport                             |         |                        | Spectateurs : 0 Arbitrage : Andris Treimanis | Spectateurs : 0 Arbitrage : Andris Treimanis |

| 4e journée                  | Grenade CF           | 2 - 1   | Omonia Nicosie | Nouveau stade de Los Cármenes, Grenade         |                                                |
| 26 novembre 2020 21h00 CEST | Suárez 8e · Soro 73e | (1 - 0) | 60e Asante     | Spectateurs : 0 Arbitrage : Stéphanie Frappart | Spectateurs : 0 Arbitrage : Stéphanie Frappart |
| 26 novembre 2020 21h00 CEST | Rapport              |         |                | Spectateurs : 0 Arbitrage : Stéphanie Frappart | Spectateurs : 0 Arbitrage : Stéphanie Frappart |

| 5e journée                 | Omonia Nicosie                  | 2 - 1   | PAOK Salonique | Stade GSP, Stróvolos                     |                                          |
| 3 décembre 2020 21h00 CEST | Kakoullís 9e · Gómez 84e (pen.) | (1 - 1) | 39e Tzólis     | Spectateurs : 0 Arbitrage : Craig Pawson | Spectateurs : 0 Arbitrage : Craig Pawson |
| 3 décembre 2020 21h00 CEST | Rapport                         |         |                | Spectateurs : 0 Arbitrage : Craig Pawson | Spectateurs : 0 Arbitrage : Craig Pawson |

| 5e journée                 | Grenade CF | 0 - 1   | PSV Eindhoven | Nouveau stade de Los Cármenes, Grenade       |                                              |
| 3 décembre 2020 21h00 CEST |            | (0 - 1) | 38e Malen     | Spectateurs : 0 Arbitrage : Roi Reinshreiber | Spectateurs : 0 Arbitrage : Roi Reinshreiber |
| 3 décembre 2020 21h00 CEST | Rapport    |         |               | Spectateurs : 0 Arbitrage : Roi Reinshreiber | Spectateurs : 0 Arbitrage : Roi Reinshreiber |

| 6e journée                  | PSV Eindhoven                                     | 4 - 0   | Omonia Nicosie | Stade Philips, Eindhoven                 |                                          |
| 10 décembre 2020 18h55 CEST | Malen 36e · Dumfries 63e (pen.) · Piroe 90+1e 90e | (1 - 0) |                | Spectateurs : 0 Arbitrage : Kevin Clancy | Spectateurs : 0 Arbitrage : Kevin Clancy |
| 10 décembre 2020 18h55 CEST | Rapport                                           |         |                | Spectateurs : 0 Arbitrage : Kevin Clancy | Spectateurs : 0 Arbitrage : Kevin Clancy |

| 6e journée                  | PAOK Salonique | 0 - 0   | Grenade CF | Stade de Toúmba, Thessalonique          |                                         |
| 10 décembre 2020 18h55 CEST |                | (0 - 0) |            | Spectateurs : 0 Arbitrage : John Beaton | Spectateurs : 0 Arbitrage : John Beaton |
| 10 décembre 2020 18h55 CEST | Rapport        |         |            | Spectateurs : 0 Arbitrage : John Beaton | Spectateurs : 0 Arbitrage : John Beaton |

### Groupe F
| Rang | Équipe        | Pts | J | G | N | P | Bp | Bc | Diff |  | Résultats (▼ dom., ► ext.) |     |     |     |     |
| ---- | ------------- | --- | - | - | - | - | -- | -- | ---- |  | -------------------------- | --- | --- | --- | --- |
| 1    | SSC Naples    | 11  | 6 | 3 | 2 | 1 | 7  | 4  | +3   |  | SSC Naples                 |     | 1-1 | 0-1 | 2-0 |
| 2    | Real Sociedad | 9   | 6 | 2 | 3 | 1 | 5  | 4  | +1   |  | Real Sociedad              | 0-1 |     | 1-0 | 2-2 |
| 3    | AZ Alkmaar    | 8   | 6 | 2 | 2 | 2 | 7  | 5  | +2   |  | AZ Alkmaar                 | 1-1 | 0-0 |     | 4-1 |
| 4    | HNK Rijeka    | 4   | 6 | 1 | 1 | 4 | 6  | 12 | -6   |  | HNK Rijeka                 | 1-2 | 0-1 | 2-1 |     |

| 1re journée                | SSC Naples | 0 - 1   | AZ Alkmaar | Stade San Paolo, Naples                        |                                                |
| 22 octobre 2020 18h55 CEST |            | (0 - 0) | 57e de Wit | Spectateurs : 494 Arbitrage : Daniel Stefanski | Spectateurs : 494 Arbitrage : Daniel Stefanski |
| 22 octobre 2020 18h55 CEST | Rapport    |         |            | Spectateurs : 494 Arbitrage : Daniel Stefanski | Spectateurs : 494 Arbitrage : Daniel Stefanski |

| 1re journée                | HNK Rijeka | 0 - 1   | Real Sociedad  | Stade Rujevica, Rijeka                             |                                                    |
| 22 octobre 2020 18h55 CEST |            | (0 - 0) | 90+3e Bautista | Spectateurs : 2 089 Arbitrage : Bartosz Frankowski | Spectateurs : 2 089 Arbitrage : Bartosz Frankowski |
| 22 octobre 2020 18h55 CEST | Rapport    |         |                | Spectateurs : 2 089 Arbitrage : Bartosz Frankowski | Spectateurs : 2 089 Arbitrage : Bartosz Frankowski |

| 2e journée                 | AZ Alkmaar                                                 | 4 - 1   | HNK Rijeka    | AFAS Stadion, Alkmaar                     |                                           |
| 29 octobre 2020 21h00 CEST | Koopmeiners 6e (pen.) · Guðmundsson 20e 60e · Karlsson 51e | (2 - 0) | 72e Kulenović | Spectateurs : 0 Arbitrage : Sergei Ivanov | Spectateurs : 0 Arbitrage : Sergei Ivanov |
| 29 octobre 2020 21h00 CEST | Rapport                                                    |         |               | Spectateurs : 0 Arbitrage : Sergei Ivanov | Spectateurs : 0 Arbitrage : Sergei Ivanov |

| 2e journée                 | Real Sociedad | 0 - 1   | SSC Naples   | Stade d'Anoeta, Saint-Sébastien          |                                          |
| 29 octobre 2020 21h00 CEST |               | (0 - 0) | 56e Politano | Spectateurs : 0 Arbitrage : Craig Pawson | Spectateurs : 0 Arbitrage : Craig Pawson |
| 29 octobre 2020 21h00 CEST | Rapport       |         |              | Spectateurs : 0 Arbitrage : Craig Pawson | Spectateurs : 0 Arbitrage : Craig Pawson |

| 3e journée                 | HNK Rijeka | 1 - 2   | SSC Naples                  | Stade Rujevica, Rijeka                         |                                                |
| 5 novembre 2020 18h55 CEST | Murić 13e  | (1 - 1) | 43e Demme · 62e (csc) Braut | Spectateurs : 0 Arbitrage : Mattias Gestranius | Spectateurs : 0 Arbitrage : Mattias Gestranius |
| 5 novembre 2020 18h55 CEST | Rapport    |         |                             | Spectateurs : 0 Arbitrage : Mattias Gestranius | Spectateurs : 0 Arbitrage : Mattias Gestranius |

| 3e journée                 | Real Sociedad | 1 - 0   | AZ Alkmaar | Stade d'Anoeta, Saint-Sébastien         |                                         |
| 5 novembre 2020 18h55 CEST | Portu 58e     | (0 - 0) |            | Spectateurs : 0 Arbitrage : John Beaton | Spectateurs : 0 Arbitrage : John Beaton |
| 5 novembre 2020 18h55 CEST | Rapport       |         |            | Spectateurs : 0 Arbitrage : John Beaton | Spectateurs : 0 Arbitrage : John Beaton |

| 4e journée                  | SSC Naples                       | 2 - 0   | HNK Rijeka | Stade San Paolo, Naples                   |                                           |
| 26 novembre 2020 21h00 CEST | Anastasio 41e (csc) · Lozano 75e | (1 - 0) |            | Spectateurs : 0 Arbitrage : Halis Özkahya | Spectateurs : 0 Arbitrage : Halis Özkahya |
| 26 novembre 2020 21h00 CEST | Rapport                          |         |            | Spectateurs : 0 Arbitrage : Halis Özkahya | Spectateurs : 0 Arbitrage : Halis Özkahya |

| 4e journée                  | AZ Alkmaar | 0 - 0   | Real Sociedad | AFAS Stadion, Alkmaar                          |                                                |
| 26 novembre 2020 21h00 CEST |            | (0 - 0) |               | Spectateurs : 0 Arbitrage : Aleksandar Stavrev | Spectateurs : 0 Arbitrage : Aleksandar Stavrev |
| 26 novembre 2020 21h00 CEST | Rapport    |         |               | Spectateurs : 0 Arbitrage : Aleksandar Stavrev | Spectateurs : 0 Arbitrage : Aleksandar Stavrev |

| 5e journée                 | AZ Alkmaar | 1 - 1   | SSC Naples | AFAS Stadion, Alkmaar                    |                                          |
| 3 décembre 2020 21h00 CEST | Indi 54e   | (0 - 1) | 6e Mertens | Spectateurs : 0 Arbitrage : Ruddy Buquet | Spectateurs : 0 Arbitrage : Ruddy Buquet |
| 3 décembre 2020 21h00 CEST | Rapport    |         |            | Spectateurs : 0 Arbitrage : Ruddy Buquet | Spectateurs : 0 Arbitrage : Ruddy Buquet |

| 5e journée                 | Real Sociedad              | 2 - 2   | HNK Rijeka                 | Stade d'Anoeta, Saint-Sébastien           |                                           |
| 3 décembre 2020 21h00 CEST | Bautista 69e · Monreal 79e | (0 - 1) | 38e Velkovski · 73e Lončar | Spectateurs : 0 Arbitrage : Joao Pinheiro | Spectateurs : 0 Arbitrage : Joao Pinheiro |
| 3 décembre 2020 21h00 CEST | Rapport                    |         |                            | Spectateurs : 0 Arbitrage : Joao Pinheiro | Spectateurs : 0 Arbitrage : Joao Pinheiro |

| 6e journée                  | SSC Naples    | 1 - 1   | Real Sociedad | Stade San Paolo, Naples                   |                                           |
| 10 décembre 2020 18h55 CEST | Zieliński 35e | (1 - 0) | 90+2e José    | Spectateurs : 0 Arbitrage : Orel Grinfeld | Spectateurs : 0 Arbitrage : Orel Grinfeld |
| 10 décembre 2020 18h55 CEST | Rapport       |         |               | Spectateurs : 0 Arbitrage : Orel Grinfeld | Spectateurs : 0 Arbitrage : Orel Grinfeld |

| 6e journée                  | HNK Rijeka                 | 2 - 1   | AZ Alkmaar  | Stade Rujevica, Rijeka                     |                                            |
| 10 décembre 2020 18h55 CEST | Menalo 52e · Tomečak 90+3e | (0 - 0) | 57e Wijndal | Spectateurs : 0 Arbitrage : Sergei Karasev | Spectateurs : 0 Arbitrage : Sergei Karasev |
| 10 décembre 2020 18h55 CEST | Rapport                    |         |             | Spectateurs : 0 Arbitrage : Sergei Karasev | Spectateurs : 0 Arbitrage : Sergei Karasev |

### Groupe G
| Rang | Équipe         | Pts | J | G | N | P | Bp | Bc | Diff |  | Résultats (▼ dom., ► ext.) |     |     |     |     |
| ---- | -------------- | --- | - | - | - | - | -- | -- | ---- |  | -------------------------- | --- | --- | --- | --- |
| 1    | Leicester City | 13  | 6 | 4 | 1 | 1 | 14 | 5  | +9   |  | Leicester City             |     | 4-0 | 3-0 | 2-0 |
| 2    | SC Braga       | 13  | 6 | 4 | 1 | 1 | 14 | 10 | +4   |  | SC Braga                   | 3-3 |     | 2-0 | 3-0 |
| 3    | Zorya Louhansk | 6   | 6 | 2 | 0 | 4 | 6  | 11 | -5   |  | Zorya Louhansk             | 1-0 | 1-2 |     | 1-4 |
| 4    | AEK Athènes    | 3   | 6 | 1 | 0 | 5 | 7  | 15 | -8   |  | AEK Athènes                | 1-2 | 2-4 | 0-3 |     |

| 1re journée                | SC Braga                              | 3 - 0   | AEK Athènes | Stade municipal de Braga, Braga              |                                              |
| 22 octobre 2020 21h00 CEST | Galeno 44e · Paulinho 78e · Horta 88e | (1 - 0) |             | Spectateurs : 2 196 Arbitrage : Ruddy Buquet | Spectateurs : 2 196 Arbitrage : Ruddy Buquet |
| 22 octobre 2020 21h00 CEST | Rapport                               |         |             | Spectateurs : 2 196 Arbitrage : Ruddy Buquet | Spectateurs : 2 196 Arbitrage : Ruddy Buquet |

| 1re journée                | Leicester City                            | 3 - 0   | Zorya Louhansk | King Power Stadium, Leicester                  |                                                |
| 22 octobre 2020 21h00 CEST | Maddison 29e · Barnes 45e · Iheanacho 67e | (2 - 0) |                | Spectateurs : 0 Arbitrage : Stéphanie Frappart | Spectateurs : 0 Arbitrage : Stéphanie Frappart |
| 22 octobre 2020 21h00 CEST | Rapport                                   |         |                | Spectateurs : 0 Arbitrage : Stéphanie Frappart | Spectateurs : 0 Arbitrage : Stéphanie Frappart |

| 2e journée                 | AEK Athènes  | 1 - 2   | Leicester City                   | Stade olympique d'Athènes, Athènes         |                                            |
| 29 octobre 2020 18h55 CEST | Tanković 49e | (0 - 2) | 18e (pen.) Vardy · 39e Choudhury | Spectateurs : 0 Arbitrage : Harald Lechner | Spectateurs : 0 Arbitrage : Harald Lechner |
| 29 octobre 2020 18h55 CEST | Rapport      |         |                                  | Spectateurs : 0 Arbitrage : Harald Lechner | Spectateurs : 0 Arbitrage : Harald Lechner |

| 2e journée                 | Zorya Louhansk   | 1 - 2   | SC Braga                 | Slavutych-Arena, Zaporijjia                     |                                                 |
| 29 octobre 2020 18h55 CEST | Ivanisenya 90+6e | (0 - 2) | 4e Paulinho · 11e Gaitán | Spectateurs : 853 Arbitrage : Giorgi Kruashvili | Spectateurs : 853 Arbitrage : Giorgi Kruashvili |
| 29 octobre 2020 18h55 CEST | Rapport          |         |                          | Spectateurs : 853 Arbitrage : Giorgi Kruashvili | Spectateurs : 853 Arbitrage : Giorgi Kruashvili |

| 3e journée                 | Zorya Louhansk | 1 - 4   | AEK Athènes                                 | Slavutych-Arena, Zaporijjia                |                                            |
| 5 novembre 2020 21h00 CEST | Kocherhin 81e  | (0 - 2) | 7e Tanković · 34e Mántalos · 54e 81e Livaja | Spectateurs : 0 Arbitrage : William Collum | Spectateurs : 0 Arbitrage : William Collum |
| 5 novembre 2020 21h00 CEST | Rapport        |         |                                             | Spectateurs : 0 Arbitrage : William Collum | Spectateurs : 0 Arbitrage : William Collum |

| 3e journée                 | Leicester City                               | 4 - 0   | SC Braga | King Power Stadium, Leicester           |                                         |
| 5 novembre 2020 21h00 CEST | Iheanacho 21e 48e · Praet 67e · Maddison 78e | (1 - 0) |          | Spectateurs : 0 Arbitrage : Bas Nijhuis | Spectateurs : 0 Arbitrage : Bas Nijhuis |
| 5 novembre 2020 21h00 CEST | Rapport                                      |         |          | Spectateurs : 0 Arbitrage : Bas Nijhuis | Spectateurs : 0 Arbitrage : Bas Nijhuis |

| 4e journée                  | SC Braga                                     | 3 - 3   | Leicester City                       | Stade municipal de Braga, Braga            |                                            |
| 26 novembre 2020 18h55 CEST | Elmusrati 4e · Paulinho 24e · Fransérgio 90e | (2 - 1) | 9e Barnes · 79e Thomas · 90+5e Vardy | Spectateurs : 0 Arbitrage : Daniele Orsato | Spectateurs : 0 Arbitrage : Daniele Orsato |
| 26 novembre 2020 18h55 CEST | Rapport                                      |         |                                      | Spectateurs : 0 Arbitrage : Daniele Orsato | Spectateurs : 0 Arbitrage : Daniele Orsato |

| 4e journée                  | AEK Athènes | 0 - 3   | Zorya Louhansk                                  | Stade olympique d'Athènes, Athènes         |                                            |
| 26 novembre 2020 18h55 CEST |             | (0 - 0) | 61e Hromov · 76e Kabayev · 86e (pen.) Yurchenko | Spectateurs : 0 Arbitrage : Aliyar Aghayev | Spectateurs : 0 Arbitrage : Aliyar Aghayev |
| 26 novembre 2020 18h55 CEST | Rapport     |         |                                                 | Spectateurs : 0 Arbitrage : Aliyar Aghayev | Spectateurs : 0 Arbitrage : Aliyar Aghayev |

| 5e journée                 | AEK Athènes                          | 2 - 4   | SC Braga                                         | Stade olympique d'Athènes, Athènes         |                                            |
| 3 décembre 2020 18h55 CEST | Oliveira 31e · Vasilantonopoulos 89e | (1 - 3) | 8e Tormena · 10e Esgaio · 45e Horta · 83e Galeno | Spectateurs : 0 Arbitrage : Georgi Kabakov | Spectateurs : 0 Arbitrage : Georgi Kabakov |
| 3 décembre 2020 18h55 CEST | Rapport                              |         |                                                  | Spectateurs : 0 Arbitrage : Georgi Kabakov | Spectateurs : 0 Arbitrage : Georgi Kabakov |

| 5e journée                 | Zorya Louhansk   | 1 - 0   | Leicester City | Slavutych-Arena, Zaporijjia             |                                         |
| 3 décembre 2020 18h55 CEST | Sayyadmanesh 84e | (0 - 0) |                | Spectateurs : 0 Arbitrage : Espen Eskas | Spectateurs : 0 Arbitrage : Espen Eskas |
| 3 décembre 2020 18h55 CEST | Rapport          |         |                | Spectateurs : 0 Arbitrage : Espen Eskas | Spectateurs : 0 Arbitrage : Espen Eskas |

| 6e journée                  | SC Braga                        | 2 - 0   | Zorya Louhansk | Stade municipal de Braga, Braga              |                                              |
| 10 décembre 2020 21h00 CEST | Abu Hanna 61e (csc) · Horta 68e | (0 - 0) |                | Spectateurs : 0 Arbitrage : Daniel Stefanski | Spectateurs : 0 Arbitrage : Daniel Stefanski |
| 10 décembre 2020 21h00 CEST | Rapport                         |         |                | Spectateurs : 0 Arbitrage : Daniel Stefanski | Spectateurs : 0 Arbitrage : Daniel Stefanski |

| 6e journée                  | Leicester City         | 2 - 0   | AEK Athènes | King Power Stadium, Leicester               |                                             |
| 10 décembre 2020 21h00 CEST | Ünder 12e · Barnes 14e | (2 - 0) |             | Spectateurs : 0 Arbitrage : Lawrence Visser | Spectateurs : 0 Arbitrage : Lawrence Visser |
| 10 décembre 2020 21h00 CEST | Rapport                |         |             | Spectateurs : 0 Arbitrage : Lawrence Visser | Spectateurs : 0 Arbitrage : Lawrence Visser |

### Groupe H
| Rang | Équipe        | Pts | J | G | N | P | Bp | Bc | Diff |  | Résultats (▼ dom., ► ext.) |     |     |     |     |
| ---- | ------------- | --- | - | - | - | - | -- | -- | ---- |  | -------------------------- | --- | --- | --- | --- |
| 1    | AC Milan      | 13  | 6 | 4 | 1 | 1 | 12 | 7  | +5   |  | AC Milan                   |     | 0-3 | 3-0 | 4-2 |
| 2    | LOSC Lille    | 11  | 6 | 3 | 2 | 1 | 14 | 8  | +6   |  | LOSC Lille                 | 1-1 |     | 2-1 | 2-2 |
| 3    | Sparta Prague | 6   | 6 | 2 | 0 | 4 | 10 | 12 | -2   |  | Sparta Prague              | 0-1 | 1-4 |     | 4-1 |
| 4    | Celtic FC     | 4   | 6 | 1 | 1 | 4 | 10 | 19 | -9   |  | Celtic FC                  | 1-3 | 3-2 | 1-4 |     |

| 1re journée                | Celtic FC       | 1 - 3   | AC Milan                            | Celtic Park, Glasgow                    |                                         |
| 22 octobre 2020 21h00 CEST | Elyounoussi 76e | (0 - 2) | 14e Krunić · 42e Díaz · 90+2e Hauge | Spectateurs : 316 Arbitrage : Matej Jug | Spectateurs : 316 Arbitrage : Matej Jug |
| 22 octobre 2020 21h00 CEST | Rapport         |         |                                     | Spectateurs : 316 Arbitrage : Matej Jug | Spectateurs : 316 Arbitrage : Matej Jug |

| 1re journée                | Sparta Prague | 1 - 4   | LOSC Lille                       | Generali Arena, Prague                   |                                          |
| 22 octobre 2020 21h00 CEST | Dočkal 47e    | (0 - 1) | 45+1e 60e 75e Yazıcı · 66e Ikoné | Spectateurs : 0 Arbitrage : Duje Strukan | Spectateurs : 0 Arbitrage : Duje Strukan |
| 22 octobre 2020 21h00 CEST | Rapport       |         |                                  | Spectateurs : 0 Arbitrage : Duje Strukan | Spectateurs : 0 Arbitrage : Duje Strukan |

| 2e journée                 | AC Milan                        | 3 - 0   | Sparta Prague | Stade San Siro, Milan                     |                                           |
| 29 octobre 2020 18h55 CEST | Díaz 24e · Leão 57e · Dalot 67e | (1 - 0) |               | Spectateurs : 0 Arbitrage : Halis Özkahya | Spectateurs : 0 Arbitrage : Halis Özkahya |
| 29 octobre 2020 18h55 CEST | Rapport                         |         |               | Spectateurs : 0 Arbitrage : Halis Özkahya | Spectateurs : 0 Arbitrage : Halis Özkahya |

| 2e journée                 | LOSC Lille            | 2 - 2   | Celtic FC           | Stade Pierre-Mauroy, Lille                     |                                                |
| 29 octobre 2020 18h55 CEST | Çelik 67e · Ikoné 75e | (0 - 2) | 28e 33e Elyounoussi | Spectateurs : 0 Arbitrage : Aleksandar Stavrev | Spectateurs : 0 Arbitrage : Aleksandar Stavrev |
| 29 octobre 2020 18h55 CEST | Rapport               |         |                     | Spectateurs : 0 Arbitrage : Aleksandar Stavrev | Spectateurs : 0 Arbitrage : Aleksandar Stavrev |

| 3e journée                 | Celtic FC     | 1 - 4   | Sparta Prague                  | Celtic Park, Glasgow                        |                                             |
| 5 novembre 2020 21h00 CEST | Griffiths 65e | (0 - 2) | 26e 45e 76e Juliš · 90e Krejčí | Spectateurs : 397 Arbitrage : István Kovács | Spectateurs : 397 Arbitrage : István Kovács |
| 5 novembre 2020 21h00 CEST | Rapport       |         |                                | Spectateurs : 397 Arbitrage : István Kovács | Spectateurs : 397 Arbitrage : István Kovács |

| 3e journée                 | AC Milan | 0 - 3   | LOSC Lille                | Stade San Siro, Milan                          |                                                |
| 5 novembre 2020 21h00 CEST |          | (0 - 1) | 22e (pen.) 55e 58e Yazıcı | Spectateurs : 0 Arbitrage : Bartosz Frankowski | Spectateurs : 0 Arbitrage : Bartosz Frankowski |
| 5 novembre 2020 21h00 CEST | Rapport  |         |                           | Spectateurs : 0 Arbitrage : Bartosz Frankowski | Spectateurs : 0 Arbitrage : Bartosz Frankowski |

| 4e journée                  | Sparta Prague                              | 4 - 1   | Celtic FC   | Generali Arena, Prague                     |                                            |
| 26 novembre 2020 18h55 CEST | Hancko 27e · Juliš 38e 80e · Plavšić 90+4e | (2 - 1) | 15e Édouard | Spectateurs : 0 Arbitrage : Tobias Stieler | Spectateurs : 0 Arbitrage : Tobias Stieler |
| 26 novembre 2020 18h55 CEST | Rapport                                    |         |             | Spectateurs : 0 Arbitrage : Tobias Stieler | Spectateurs : 0 Arbitrage : Tobias Stieler |

| 4e journée                  | LOSC Lille | 1 - 1   | AC Milan       | Stade Pierre-Mauroy, Lille               |                                          |
| 26 novembre 2020 18h55 CEST | Bamba 65e  | (0 - 0) | 46e Castillejo | Spectateurs : 0 Arbitrage : Craig Pawson | Spectateurs : 0 Arbitrage : Craig Pawson |
| 26 novembre 2020 18h55 CEST | Rapport    |         |                | Spectateurs : 0 Arbitrage : Craig Pawson | Spectateurs : 0 Arbitrage : Craig Pawson |

| 5e journée                 | AC Milan                                               | 4 - 2   | Celtic FC              | Stade San Siro, Milan                         |                                               |
| 3 décembre 2020 18h55 CEST | Çalhanoğlu 24e · Castillejo 26e · Hauge 50e · Díaz 82e | (2 - 2) | 7e Rogić · 14e Édouard | Spectateurs : 0 Arbitrage : Ricardo de Burgos | Spectateurs : 0 Arbitrage : Ricardo de Burgos |
| 3 décembre 2020 18h55 CEST | Rapport                                                |         |                        | Spectateurs : 0 Arbitrage : Ricardo de Burgos | Spectateurs : 0 Arbitrage : Ricardo de Burgos |

| 5e journée                 | LOSC Lille     | 2 - 1   | Sparta Prague | Stade Pierre-Mauroy, Lille                           |                                                      |
| 3 décembre 2020 18h55 CEST | Yılmaz 80e 84e | (0 - 0) | 71e Krejčí    | Spectateurs : 0 Arbitrage : Xavier Estrada Fernandez | Spectateurs : 0 Arbitrage : Xavier Estrada Fernandez |
| 3 décembre 2020 18h55 CEST | Rapport        |         |               | Spectateurs : 0 Arbitrage : Xavier Estrada Fernandez | Spectateurs : 0 Arbitrage : Xavier Estrada Fernandez |

| 6e journée                  | Sparta Prague | 0 - 1   | AC Milan  | Generali Arena, Prague                     |                                            |
| 10 décembre 2020 21h00 CEST |               | (0 - 1) | 23e Hauge | Spectateurs : 0 Arbitrage : Daniel Siebert | Spectateurs : 0 Arbitrage : Daniel Siebert |
| 10 décembre 2020 21h00 CEST | Rapport       |         |           | Spectateurs : 0 Arbitrage : Daniel Siebert | Spectateurs : 0 Arbitrage : Daniel Siebert |

| 6e journée                  | Celtic FC                                        | 3 - 2   | LOSC Lille           | Celtic Park, Glasgow                          |                                               |
| 10 décembre 2020 21h00 CEST | Jullien 22e · McGregor 28e (pen.) · Turnbull 75e | (2 - 1) | 24e Ikoné · 71e Weah | Spectateurs : 300 Arbitrage : Fabio Verissimo | Spectateurs : 300 Arbitrage : Fabio Verissimo |
| 10 décembre 2020 21h00 CEST | Rapport                                          |         |                      | Spectateurs : 300 Arbitrage : Fabio Verissimo | Spectateurs : 300 Arbitrage : Fabio Verissimo |

### Groupe I
| Rang | Équipe           | Pts | J | G | N | P | Bp | Bc | Diff |  | Résultats (▼ dom., ► ext.) |     |     |     |     |
| ---- | ---------------- | --- | - | - | - | - | -- | -- | ---- |  | -------------------------- | --- | --- | --- | --- |
| 1    | Villarreal CF    | 16  | 6 | 5 | 1 | 0 | 17 | 5  | +12  |  | Villarreal CF              |     | 4-0 | 5-3 | 3-0 |
| 2    | Maccabi Tel-Aviv | 11  | 6 | 3 | 2 | 1 | 6  | 7  | -1   |  | Maccabi Tel-Aviv           | 1-1 |     | 1-0 | 1-0 |
| 3    | Sivasspor        | 6   | 6 | 2 | 0 | 4 | 9  | 11 | -2   |  | Sivasspor                  | 0-1 | 1-2 |     | 2-0 |
| 4    | Qarabağ FK       | 1   | 6 | 0 | 1 | 5 | 4  | 13 | -9   |  | Qarabağ FK                 | 1-3 | 1-1 | 2-3 |     |

| 1re journée                | Villarreal CF                                      | 5 - 3   | Sivasspor                              | Stade de la Cerámica, Vila-real              |                                              |
| 22 octobre 2020 21h00 CEST | Kubo 13e · Bacca 20e · Foyth 57e · Alcácer 74e 78e | (2 - 2) | 33e Kayode · 43e Yatabaré · 64e Gradel | Spectateurs : 0 Arbitrage : Paweł Raczkowski | Spectateurs : 0 Arbitrage : Paweł Raczkowski |
| 22 octobre 2020 21h00 CEST | Rapport                                            |         |                                        | Spectateurs : 0 Arbitrage : Paweł Raczkowski | Spectateurs : 0 Arbitrage : Paweł Raczkowski |

| 1re journée                | Maccabi Tel-Aviv | 1 - 0   | Qarabağ FK | Stade Bloomfield, Tel Aviv              |                                         |
| 22 octobre 2020 21h00 CEST | Cohen 10e        | (1 - 0) |            | Spectateurs : 0 Arbitrage : John Beaton | Spectateurs : 0 Arbitrage : John Beaton |
| 22 octobre 2020 21h00 CEST | Rapport          |         |            | Spectateurs : 0 Arbitrage : John Beaton | Spectateurs : 0 Arbitrage : John Beaton |

| 2e journée                 | Qarabağ FK  | 1 - 3   | Villarreal CF                       | Stade Tofiq-Béhramov, Bakou            |                                        |
| 29 octobre 2020 18h55 CEST | Kwabena 78e | (0 - 0) | 80e Pino · 85e 90+6e (pen.) Alcácer | Spectateurs : 0 Arbitrage : Pavel Orel | Spectateurs : 0 Arbitrage : Pavel Orel |
| 29 octobre 2020 18h55 CEST | Rapport     |         |                                     | Spectateurs : 0 Arbitrage : Pavel Orel | Spectateurs : 0 Arbitrage : Pavel Orel |

| 2e journée                 | Sivasspor  | 1 - 2   | Maccabi Tel-Aviv              | Nouveau stade Sivas 4 Eylül, Sivas         |                                            |
| 29 octobre 2020 18h55 CEST | Kayode 55e | (0 - 0) | 68e (pen.) Biton · 75e Peretz | Spectateurs : 348 Arbitrage : Irfan Peljto | Spectateurs : 348 Arbitrage : Irfan Peljto |
| 29 octobre 2020 18h55 CEST | Rapport    |         |                               | Spectateurs : 348 Arbitrage : Irfan Peljto | Spectateurs : 348 Arbitrage : Irfan Peljto |

| 3e journée                 | Sivasspor                  | 2 - 0   | Qarabağ FK | Nouveau stade Sivas 4 Eylül, Sivas          |                                             |
| 5 novembre 2020 18h55 CEST | Osmanpaşa 11e · Kayode 88e | (1 - 0) |            | Spectateurs : 296 Arbitrage : João Pinheiro | Spectateurs : 296 Arbitrage : João Pinheiro |
| 5 novembre 2020 18h55 CEST | Rapport                    |         |            | Spectateurs : 296 Arbitrage : João Pinheiro | Spectateurs : 296 Arbitrage : João Pinheiro |

| 3e journée                 | Villarreal CF                       | 4 - 0   | Maccabi Tel-Aviv | Stade de la Cerámica, Vila-real              |                                              |
| 5 novembre 2020 21h00 CEST | Bacca 4e 52e · Baena 71e · Niño 81e | (1 - 0) |                  | Spectateurs : 0 Arbitrage : Nikola Dabanović | Spectateurs : 0 Arbitrage : Nikola Dabanović |
| 5 novembre 2020 21h00 CEST | Rapport                             |         |                  | Spectateurs : 0 Arbitrage : Nikola Dabanović | Spectateurs : 0 Arbitrage : Nikola Dabanović |

| 4e journée                  | Maccabi Tel-Aviv | 1 - 1   | Villarreal CF | Stade Bloomfield, Tel Aviv                |                                           |
| 26 novembre 2020 18h55 CEST | Pešić 47e        | (0 - 1) | 45e Baena     | Spectateurs : 0 Arbitrage : Tiago Martins | Spectateurs : 0 Arbitrage : Tiago Martins |
| 26 novembre 2020 18h55 CEST | Rapport          |         |               | Spectateurs : 0 Arbitrage : Tiago Martins | Spectateurs : 0 Arbitrage : Tiago Martins |

| 4e journée                  | Qarabağ FK            | 2 - 3   | Sivasspor                        | Stade Tofiq-Béhramov, Bakou              |                                          |
| 26 novembre 2020 18h55 CEST | Zoubir 8e · Matić 51e | (1 - 1) | 40e (pen.) 79e Koné · 58e Kayode | Spectateurs : 0 Arbitrage : Jakob Kehlet | Spectateurs : 0 Arbitrage : Jakob Kehlet |
| 26 novembre 2020 18h55 CEST | Rapport               |         |                                  | Spectateurs : 0 Arbitrage : Jakob Kehlet | Spectateurs : 0 Arbitrage : Jakob Kehlet |

| 5e journée                 | Qarabağ FK | 1 - 1   | Maccabi Tel-Aviv | Stade Tofiq-Béhramov, Bakou                 |                                             |
| 3 décembre 2020 18h55 CEST | Romero 37e | (1 - 1) | 22e (pen.) Cohen | Spectateurs : 0 Arbitrage : Robert Hennessy | Spectateurs : 0 Arbitrage : Robert Hennessy |
| 3 décembre 2020 18h55 CEST | Rapport    |         |                  | Spectateurs : 0 Arbitrage : Robert Hennessy | Spectateurs : 0 Arbitrage : Robert Hennessy |

| 5e journée                 | Sivasspor | 0 - 1   | Villarreal CF | Nouveau stade Sivas 4 Eylül, Sivas       |                                          |
| 3 décembre 2020 18h55 CEST |           | (0 - 0) | 75e Chukwueze | Spectateurs : 0 Arbitrage : Duje Strukan | Spectateurs : 0 Arbitrage : Duje Strukan |
| 3 décembre 2020 18h55 CEST | Rapport   |         |               | Spectateurs : 0 Arbitrage : Duje Strukan | Spectateurs : 0 Arbitrage : Duje Strukan |

| 6e journée                  | Maccabi Tel-Aviv | 1 - 0   | Sivasspor | Stade Bloomfield, Tel Aviv                   |                                              |
| 10 décembre 2020 21h00 CEST | Saborit 66e      | (0 - 0) |           | Spectateurs : 0 Arbitrage : Andris Treimanis | Spectateurs : 0 Arbitrage : Andris Treimanis |
| 10 décembre 2020 21h00 CEST | Rapport          |         |           | Spectateurs : 0 Arbitrage : Andris Treimanis | Spectateurs : 0 Arbitrage : Andris Treimanis |

| 6e journée                  | Villarreal CF          | 3 - 0, forfait | Qarabağ FK | Stade de la Cerámica, Vila-real |                            |
| 10 décembre 2020 21h00 CEST |                        |                |            | Arbitrage : Mykola Malakin      | Arbitrage : Mykola Malakin |
| 10 décembre 2020 21h00 CEST | Rapport, Décision UEFA |                |            | Arbitrage : Mykola Malakin      | Arbitrage : Mykola Malakin |

### Groupe J
| Rang | Équipe             | Pts | J | G | N | P | Bp | Bc | Diff |  | Résultats (▼ dom., ► ext.) |     |     |     |     |
| ---- | ------------------ | --- | - | - | - | - | -- | -- | ---- |  | -------------------------- | --- | --- | --- | --- |
| 1    | Tottenham Hotspur  | 13  | 6 | 4 | 1 | 1 | 15 | 5  | +10  |  | Tottenham Hotspur          |     | 2-0 | 3-0 | 4-0 |
| 2    | Royal Antwerp FC   | 12  | 6 | 4 | 0 | 2 | 8  | 5  | +3   |  | Royal Antwerp FC           | 1-0 |     | 0-1 | 3-1 |
| 3    | LASK               | 10  | 6 | 3 | 1 | 2 | 11 | 12 | -1   |  | LASK                       | 3-3 | 0-2 |     | 4-3 |
| 4    | Ludogorets Razgrad | 0   | 6 | 0 | 0 | 6 | 7  | 19 | -12  |  | Ludogorets Razgrad         | 1-3 | 1-2 | 1-3 |     |

| 1re journée                | Tottenham Hotspur                       | 3 - 0   | LASK | Tottenham Hotspur Stadium, Londres            |                                               |
| 22 octobre 2020 21h00 CEST | Lucas 18e · Andrade 27e (csc) · Son 84e | (2 - 0) |      | Spectateurs : 0 Arbitrage : Mohammed Al-Hakim | Spectateurs : 0 Arbitrage : Mohammed Al-Hakim |
| 22 octobre 2020 21h00 CEST | Rapport                                 |         |      | Spectateurs : 0 Arbitrage : Mohammed Al-Hakim | Spectateurs : 0 Arbitrage : Mohammed Al-Hakim |

| 1re journée                | Ludogorets Razgrad | 1 - 2   | Royal Antwerp FC           | Huvepharma Arena, Razgrad                        |                                                  |
| 22 octobre 2020 21h00 CEST | Higinio 46e        | (0 - 0) | 63e Gerkens · 70e Rafaelov | Spectateurs : 2 321 Arbitrage : Roi Reinshreiber | Spectateurs : 2 321 Arbitrage : Roi Reinshreiber |
| 22 octobre 2020 21h00 CEST | Rapport            |         |                            | Spectateurs : 2 321 Arbitrage : Roi Reinshreiber | Spectateurs : 2 321 Arbitrage : Roi Reinshreiber |

| 2e journée                 | LASK                                                 | 4 - 3   | Ludogorets Razgrad      | Linzer Stadion, Linz                                     |                                                          |
| 29 octobre 2020 18h55 CEST | Balić 2e · Gruber 12e · Raguž 35e · Verdon 56e (csc) | (3 - 1) | 15e 67e 74e (pen.) Manu | Spectateurs : 1 487 Arbitrage : Xavier Estrada Fernandez | Spectateurs : 1 487 Arbitrage : Xavier Estrada Fernandez |
| 29 octobre 2020 18h55 CEST | Rapport                                              |         |                         | Spectateurs : 1 487 Arbitrage : Xavier Estrada Fernandez | Spectateurs : 1 487 Arbitrage : Xavier Estrada Fernandez |

| 2e journée                 | Royal Antwerp FC | 1 - 0   | Tottenham Hotspur | Bosuilstadion, Anvers                        |                                              |
| 29 octobre 2020 18h55 CEST | Rafaelov 29e     | (1 - 0) |                   | Spectateurs : 0 Arbitrage : Maurizio Mariani | Spectateurs : 0 Arbitrage : Maurizio Mariani |
| 29 octobre 2020 18h55 CEST | Rapport          |         |                   | Spectateurs : 0 Arbitrage : Maurizio Mariani | Spectateurs : 0 Arbitrage : Maurizio Mariani |

| 3e journée                 | Ludogorets Razgrad | 1 - 3   | Tottenham Hotspur                   | Huvepharma Arena, Razgrad              |                                        |
| 5 novembre 2020 18h55 CEST | Keșerü 50e         | (0 - 2) | 13e Kane · 33e Lucas · 62e Lo Celso | Spectateurs : 0 Arbitrage : Fran Jović | Spectateurs : 0 Arbitrage : Fran Jović |
| 5 novembre 2020 18h55 CEST | Rapport            |         |                                     | Spectateurs : 0 Arbitrage : Fran Jović | Spectateurs : 0 Arbitrage : Fran Jović |

| 3e journée                 | Royal Antwerp FC | 0 - 1   | LASK          | Bosuilstadion, Anvers                           |                                                 |
| 5 novembre 2020 21h00 CEST |                  | (0 - 0) | 55e Eggestein | Spectateurs : 0 Arbitrage : Yevhenii Aranovskiy | Spectateurs : 0 Arbitrage : Yevhenii Aranovskiy |
| 5 novembre 2020 21h00 CEST | Rapport          |         |               | Spectateurs : 0 Arbitrage : Yevhenii Aranovskiy | Spectateurs : 0 Arbitrage : Yevhenii Aranovskiy |

| 4e journée                  | LASK    | 0 - 2   | Royal Antwerp FC           | Linzer Stadion, Linz                       |                                            |
| 26 novembre 2020 18h55 CEST |         | (0 - 0) | 53e Rafaelov · 83e Gerkens | Spectateurs : 0 Arbitrage : Donatas Rumsas | Spectateurs : 0 Arbitrage : Donatas Rumsas |
| 26 novembre 2020 18h55 CEST | Rapport |         |                            | Spectateurs : 0 Arbitrage : Donatas Rumsas | Spectateurs : 0 Arbitrage : Donatas Rumsas |

| 4e journée                  | Tottenham Hotspur                        | 4 - 0   | Ludogorets Razgrad | Tottenham Hotspur Stadium, Londres           |                                              |
| 26 novembre 2020 21h00 CEST | Vinícius 16e 34e · Winks 63e · Lucas 73e | (2 - 0) |                    | Spectateurs : 0 Arbitrage : Giorgi Kruasvili | Spectateurs : 0 Arbitrage : Giorgi Kruasvili |
| 26 novembre 2020 21h00 CEST | Rapport                                  |         |                    | Spectateurs : 0 Arbitrage : Giorgi Kruasvili | Spectateurs : 0 Arbitrage : Giorgi Kruasvili |

| 5e journée                 | LASK                                         | 3 - 3   | Tottenham Hotspur                      | Linzer Stadion, Linz                         |                                              |
| 3 décembre 2020 18h55 CEST | Michorl 42e · Eggestein 84e · Karamoko 90+3e | (1 - 1) | 45+2e Bale · 56e Son · 87e (pen.) Alli | Spectateurs : 0 Arbitrage : Paweł Raczkowski | Spectateurs : 0 Arbitrage : Paweł Raczkowski |
| 3 décembre 2020 18h55 CEST | Rapport                                      |         |                                        | Spectateurs : 0 Arbitrage : Paweł Raczkowski | Spectateurs : 0 Arbitrage : Paweł Raczkowski |

| 5e journée                 | Royal Antwerp FC                      | 3 - 1   | Ludogorets Razgrad | Bosuilstadion, Anvers                  |                                        |
| 3 décembre 2020 18h55 CEST | Hongla 19e · De Laet 72e · Benson 87e | (1 - 0) | 53e Despodov       | Spectateurs : 0 Arbitrage : Pavel Orel | Spectateurs : 0 Arbitrage : Pavel Orel |
| 3 décembre 2020 18h55 CEST | Rapport                               |         |                    | Spectateurs : 0 Arbitrage : Pavel Orel | Spectateurs : 0 Arbitrage : Pavel Orel |

| 6e journée                  | Tottenham Hotspur           | 2 - 0   | Royal Antwerp FC | Tottenham Hotspur Stadium, Londres                |                                                   |
| 10 décembre 2020 21h00 CEST | Vinícius 57e · Lo Celso 71e | (0 - 0) |                  | Spectateurs : 2 000 Arbitrage : Jesús Gil Manzano | Spectateurs : 2 000 Arbitrage : Jesús Gil Manzano |
| 10 décembre 2020 21h00 CEST | Rapport                     |         |                  | Spectateurs : 2 000 Arbitrage : Jesús Gil Manzano | Spectateurs : 2 000 Arbitrage : Jesús Gil Manzano |

| 6e journée                  | Ludogorets Razgrad | 1 - 3   | LASK                                           | Huvepharma Arena, Razgrad                  |                                            |
| 10 décembre 2020 21h00 CEST | Manu 46e           | (0 - 0) | 56e Wiesinger · 62e (pen.) Renner · 67e Madsen | Spectateurs : 0 Arbitrage : Vitali Meshkov | Spectateurs : 0 Arbitrage : Vitali Meshkov |
| 10 décembre 2020 21h00 CEST | Rapport            |         |                                                | Spectateurs : 0 Arbitrage : Vitali Meshkov | Spectateurs : 0 Arbitrage : Vitali Meshkov |

### Groupe K
| Rang | Équipe              | Pts | J | G | N | P | Bp | Bc | Diff |  | Résultats (▼ dom., ► ext.) |     |     |     |     |
| ---- | ------------------- | --- | - | - | - | - | -- | -- | ---- |  | -------------------------- | --- | --- | --- | --- |
| 1    | Dinamo Zagreb       | 14  | 6 | 4 | 2 | 0 | 9  | 1  | +8   |  | Dinamo Zagreb              |     | 1-0 | 0-0 | 3-1 |
| 2    | Wolfsberger AC      | 10  | 6 | 3 | 1 | 2 | 7  | 6  | +1   |  | Wolfsberger AC             | 0-3 |     | 1-0 | 1-1 |
| 3    | Feyenoord Rotterdam | 5   | 6 | 1 | 2 | 3 | 4  | 8  | -4   |  | Feyenoord Rotterdam        | 0-2 | 1-4 |     | 3-1 |
| 4    | CSKA Moscou         | 3   | 6 | 0 | 3 | 3 | 3  | 8  | -5   |  | CSKA Moscou                | 0-0 | 0-1 | 0-0 |     |

| 1re journée                | Dinamo Zagreb | 0 - 0   | Feyenoord Rotterdam | Stade Maksimir, Zagreb                             |                                                    |
| 22 octobre 2020 21h00 CEST |               | (0 - 0) |                     | Spectateurs : 1 271 Arbitrage : Mattias Gestranius | Spectateurs : 1 271 Arbitrage : Mattias Gestranius |
| 22 octobre 2020 21h00 CEST | Rapport       |         |                     | Spectateurs : 1 271 Arbitrage : Mattias Gestranius | Spectateurs : 1 271 Arbitrage : Mattias Gestranius |

| 1re journée                | Wolfsberger AC    | 1 - 1   | CSKA Moscou | Wörthersee Stadion, Klagenfurt                   |                                                  |
| 22 octobre 2020 21h00 CEST | Liendl 42e (pen.) | (1 - 1) | 5e Gaich    | Spectateurs : 3 000 Arbitrage : Sascha Stegemann | Spectateurs : 3 000 Arbitrage : Sascha Stegemann |
| 22 octobre 2020 21h00 CEST | Rapport           |         |             | Spectateurs : 3 000 Arbitrage : Sascha Stegemann | Spectateurs : 3 000 Arbitrage : Sascha Stegemann |

| 2e journée                 | CSKA Moscou | 0 - 0   | Dinamo Zagreb | VEB Arena, Moscou                             |                                               |
| 29 octobre 2020 18h55 CEST |             | (0 - 0) |               | Spectateurs : 6 411 Arbitrage : Radu Petrescu | Spectateurs : 6 411 Arbitrage : Radu Petrescu |
| 29 octobre 2020 18h55 CEST | Rapport     |         |               | Spectateurs : 6 411 Arbitrage : Radu Petrescu | Spectateurs : 6 411 Arbitrage : Radu Petrescu |

| 2e journée                 | Feyenoord Rotterdam | 1 - 4   | Wolfsberger AC                                        | Stade Feijenoord, Rotterdam                |                                            |
| 29 octobre 2020 18h55 CEST | Berghuis 54e        | (0 - 2) | 4e (pen.) 13e (pen.) 60e Liendl · 66e (pen.) Joveljić | Spectateurs : 0 Arbitrage : Mykola Balakin | Spectateurs : 0 Arbitrage : Mykola Balakin |
| 29 octobre 2020 18h55 CEST | Rapport             |         |                                                       | Spectateurs : 0 Arbitrage : Mykola Balakin | Spectateurs : 0 Arbitrage : Mykola Balakin |

| 3e journée                 | Dinamo Zagreb | 1 - 0   | Wolfsberger AC | Stade Maksimir, Zagreb                     |                                            |
| 5 novembre 2020 21h00 CEST | Atiemwen 76e  | (0 - 0) |                | Spectateurs : 0 Arbitrage : Jérôme Brisard | Spectateurs : 0 Arbitrage : Jérôme Brisard |
| 5 novembre 2020 21h00 CEST | Rapport       |         |                | Spectateurs : 0 Arbitrage : Jérôme Brisard | Spectateurs : 0 Arbitrage : Jérôme Brisard |

| 3e journée                 | Feyenoord Rotterdam                   | 3 - 1   | CSKA Moscou      | Stade Feijenoord, Rotterdam                  |                                              |
| 5 novembre 2020 21h00 CEST | Haps 63e · Kökçü 71e · Geertruida 72e | (0 - 0) | 80e (csc) Senesi | Spectateurs : 0 Arbitrage : Roi Reinshreiber | Spectateurs : 0 Arbitrage : Roi Reinshreiber |
| 5 novembre 2020 21h00 CEST | Rapport                               |         |                  | Spectateurs : 0 Arbitrage : Roi Reinshreiber | Spectateurs : 0 Arbitrage : Roi Reinshreiber |

| 4e journée                  | CSKA Moscou | 0 - 0   | Feyenoord Rotterdam | VEB Arena, Moscou                             |                                               |
| 26 novembre 2020 18h55 CEST |             | (0 - 0) |                     | Spectateurs : 5 407 Arbitrage : Kristo Tohver | Spectateurs : 5 407 Arbitrage : Kristo Tohver |
| 26 novembre 2020 18h55 CEST | Rapport     |         |                     | Spectateurs : 5 407 Arbitrage : Kristo Tohver | Spectateurs : 5 407 Arbitrage : Kristo Tohver |

| 4e journée                  | Wolfsberger AC | 0 - 3   | Dinamo Zagreb                             | Wörthersee Stadion, Klagenfurt           |                                          |
| 26 novembre 2020 18h55 CEST |                | (0 - 0) | 60e Majer · 75e Petković · 90+1e Ivanušec | Spectateurs : 0 Arbitrage : Serhiy Boiko | Spectateurs : 0 Arbitrage : Serhiy Boiko |
| 26 novembre 2020 18h55 CEST | Rapport        |         |                                           | Spectateurs : 0 Arbitrage : Serhiy Boiko | Spectateurs : 0 Arbitrage : Serhiy Boiko |

| 5e journée                 | CSKA Moscou | 0 - 1   | Wolfsberger AC | VEB Arena, Moscou                                |                                                  |
| 3 décembre 2020 18h55 CEST |             | (0 - 1) | 22e Vizinger   | Spectateurs : 4 321 Arbitrage : Nikola Dabanović | Spectateurs : 4 321 Arbitrage : Nikola Dabanović |
| 3 décembre 2020 18h55 CEST | Rapport     |         |                | Spectateurs : 4 321 Arbitrage : Nikola Dabanović | Spectateurs : 4 321 Arbitrage : Nikola Dabanović |

| 5e journée                 | Feyenoord Rotterdam | 0 - 2   | Dinamo Zagreb                     | Stade Feijenoord, Rotterdam                |                                            |
| 3 décembre 2020 18h55 CEST |                     | (0 - 1) | 45+5e (pen.) Petković · 53e Majer | Spectateurs : 0 Arbitrage : Chris Kavanagh | Spectateurs : 0 Arbitrage : Chris Kavanagh |
| 3 décembre 2020 18h55 CEST | Rapport             |         |                                   | Spectateurs : 0 Arbitrage : Chris Kavanagh | Spectateurs : 0 Arbitrage : Chris Kavanagh |

| 6e journée                  | Dinamo Zagreb                           | 3 - 1   | CSKA Moscou   | Stade Maksimir, Zagreb                    |                                           |
| 10 décembre 2020 21h00 CEST | Gvardiol 28e · Oršić 41e · Kastrati 75e | (2 - 0) | 77e Bistrović | Spectateurs : 0 Arbitrage : Tiago Martins | Spectateurs : 0 Arbitrage : Tiago Martins |
| 10 décembre 2020 21h00 CEST | Rapport                                 |         |               | Spectateurs : 0 Arbitrage : Tiago Martins | Spectateurs : 0 Arbitrage : Tiago Martins |

| 6e journée                  | Wolfsberger AC | 1 - 0   | Feyenoord Rotterdam | Wörthersee Stadion, Klagenfurt               |                                              |
| 10 décembre 2020 21h00 CEST | Joveljić 31e   | (1 - 0) |                     | Spectateurs : 0 Arbitrage : Paweł Raczkowski | Spectateurs : 0 Arbitrage : Paweł Raczkowski |
| 10 décembre 2020 21h00 CEST | Rapport        |         |                     | Spectateurs : 0 Arbitrage : Paweł Raczkowski | Spectateurs : 0 Arbitrage : Paweł Raczkowski |

### Groupe L
| Rang | Équipe                   | Pts | J | G | N | P | Bp | Bc | Diff |  | Résultats (▼ dom., ► ext.) |     |     |     |     |
| ---- | ------------------------ | --- | - | - | - | - | -- | -- | ---- |  | -------------------------- | --- | --- | --- | --- |
| 1    | TSG 1899 Hoffenheim      | 16  | 6 | 5 | 1 | 0 | 17 | 2  | +15  |  | TSG 1899 Hoffenheim        |     | 2-0 | 5-0 | 4-1 |
| 2    | Étoile rouge de Belgrade | 11  | 6 | 3 | 2 | 1 | 9  | 4  | +5   |  | Étoile rouge de Belgrade   | 0-0 |     | 5-1 | 2-1 |
| 3    | Slovan Liberec           | 7   | 6 | 2 | 1 | 3 | 4  | 13 | -9   |  | Slovan Liberec             | 0-2 | 0-0 |     | 1-0 |
| 4    | KAA La Gantoise          | 0   | 6 | 0 | 0 | 6 | 4  | 15 | -11  |  | KAA La Gantoise            | 1-4 | 0-2 | 1-2 |     |

| 1re journée                | TSG 1899 Hoffenheim            | 2 - 0   | Étoile rouge de Belgrade | Rhein-Neckar-Arena, Sinsheim                              |                                                           |
| 22 octobre 2020 21h00 CEST | Baumgartner 64e · Dabour 90+3e | (0 - 0) |                          | Spectateurs : 0 Arbitrage : Alejandro Hernández Hernández | Spectateurs : 0 Arbitrage : Alejandro Hernández Hernández |
| 22 octobre 2020 21h00 CEST | Rapport                        |         |                          | Spectateurs : 0 Arbitrage : Alejandro Hernández Hernández | Spectateurs : 0 Arbitrage : Alejandro Hernández Hernández |

| 1re journée                | Slovan Liberec | 1 - 0   | KAA La Gantoise | Stadion u Nisy, Liberec                            |                                                    |
| 22 octobre 2020 21h00 CEST | Yusuf 29e      | (1 - 0) |                 | Spectateurs : 0 Arbitrage : Manuel Schuettengruber | Spectateurs : 0 Arbitrage : Manuel Schuettengruber |
| 22 octobre 2020 21h00 CEST | Rapport        |         |                 | Spectateurs : 0 Arbitrage : Manuel Schuettengruber | Spectateurs : 0 Arbitrage : Manuel Schuettengruber |

| 2e journée                 | Étoile rouge de Belgrade                            | 5 - 1   | Slovan Liberec | Stade de l'Étoile rouge, Belgrade           |                                             |
| 29 octobre 2020 18h55 CEST | Ben 7e 22e · Gajić 50e · Katai 67e · Falcinelli 70e | (2 - 1) | 41e Matoušek   | Spectateurs : 0 Arbitrage : Fabio Verissimo | Spectateurs : 0 Arbitrage : Fabio Verissimo |
| 29 octobre 2020 18h55 CEST | Rapport                                             |         |                | Spectateurs : 0 Arbitrage : Fabio Verissimo | Spectateurs : 0 Arbitrage : Fabio Verissimo |

| 2e journée                 | KAA La Gantoise   | 1 - 4   | TSG 1899 Hoffenheim                                                 | Ghelamco Arena, Gand                       |                                            |
| 29 octobre 2020 18h55 CEST | Kleindienst 90+3e | (0 - 1) | 36e (pen.) Belfodil · 52e Grillitsch · 73e Gaćinović · 90+4e Dabour | Spectateurs : 0 Arbitrage : Sandro Schärer | Spectateurs : 0 Arbitrage : Sandro Schärer |
| 29 octobre 2020 18h55 CEST | Rapport           |         |                                                                     | Spectateurs : 0 Arbitrage : Sandro Schärer | Spectateurs : 0 Arbitrage : Sandro Schärer |

| 3e journée                 | Étoile rouge de Belgrade | 2 - 1   | KAA La Gantoise  | Stade de l'Étoile rouge, Belgrade          |                                            |
| 5 novembre 2020 21h00 CEST | Kanga 12e · Katai 59e    | (1 - 1) | 31e Odjidja-Ofoe | Spectateurs : 0 Arbitrage : Michael Fabbri | Spectateurs : 0 Arbitrage : Michael Fabbri |
| 5 novembre 2020 21h00 CEST | Rapport                  |         |                  | Spectateurs : 0 Arbitrage : Michael Fabbri | Spectateurs : 0 Arbitrage : Michael Fabbri |

| 3e journée                 | TSG 1899 Hoffenheim                               | 5 - 0   | Slovan Liberec | Rhein-Neckar-Arena, Sinsheim               |                                            |
| 5 novembre 2020 21h00 CEST | Dabour 22e 30e · Grillitsch 59e · Adamyan 71e 76e | (2 - 0) |                | Spectateurs : 0 Arbitrage : Sergei Karasev | Spectateurs : 0 Arbitrage : Sergei Karasev |
| 5 novembre 2020 21h00 CEST | Rapport                                           |         |                | Spectateurs : 0 Arbitrage : Sergei Karasev | Spectateurs : 0 Arbitrage : Sergei Karasev |

| 4e journée                  | KAA La Gantoise | 0 - 2   | Étoile rouge de Belgrade    | Ghelamco Arena, Gand                    |                                         |
| 26 novembre 2020 18h55 CEST |                 | (0 - 1) | 2e Petrović · 58e Milunović | Spectateurs : 0 Arbitrage : Filip Glova | Spectateurs : 0 Arbitrage : Filip Glova |
| 26 novembre 2020 18h55 CEST | Rapport         |         |                             | Spectateurs : 0 Arbitrage : Filip Glova | Spectateurs : 0 Arbitrage : Filip Glova |

| 4e journée                  | Slovan Liberec | 0 - 2   | TSG 1899 Hoffenheim                   | Stadion u Nisy, Liberec                    |                                            |
| 26 novembre 2020 18h55 CEST |                | (0 - 0) | 77e Baumgartner · 89e (pen.) Kramarić | Spectateurs : 0 Arbitrage : Jérôme Brisard | Spectateurs : 0 Arbitrage : Jérôme Brisard |
| 26 novembre 2020 18h55 CEST | Rapport        |         |                                       | Spectateurs : 0 Arbitrage : Jérôme Brisard | Spectateurs : 0 Arbitrage : Jérôme Brisard |

| 5e journée                 | Étoile rouge de Belgrade | 0 - 0   | TSG 1899 Hoffenheim | Stade de l'Étoile rouge, Belgrade        |                                          |
| 3 décembre 2020 18h55 CEST |                          | (0 - 0) |                     | Spectateurs : 0 Arbitrage : Bobby Madden | Spectateurs : 0 Arbitrage : Bobby Madden |
| 3 décembre 2020 18h55 CEST | Rapport                  |         |                     | Spectateurs : 0 Arbitrage : Bobby Madden | Spectateurs : 0 Arbitrage : Bobby Madden |

| 5e journée                 | KAA La Gantoise | 1 - 2   | Slovan Liberec           | Ghelamco Arena, Gand                        |                                             |
| 3 décembre 2020 18h55 CEST | Yaremchuk 60e   | (0 - 1) | 32e Mara · 55e Kacharaba | Spectateurs : 0 Arbitrage : Kateryna Monzul | Spectateurs : 0 Arbitrage : Kateryna Monzul |
| 3 décembre 2020 18h55 CEST | Rapport         |         |                          | Spectateurs : 0 Arbitrage : Kateryna Monzul | Spectateurs : 0 Arbitrage : Kateryna Monzul |

| 6e journée                  | TSG 1899 Hoffenheim                     | 4 - 1   | KAA La Gantoise | Rhein-Neckar-Arena, Sinsheim                      |                                                   |
| 10 décembre 2020 21h00 CEST | Beier 21e 49e · Skov 26e · Kramarić 64e | (2 - 0) | 81e Fortuna     | Spectateurs : 0 Arbitrage : Anastasios Papapetrou | Spectateurs : 0 Arbitrage : Anastasios Papapetrou |
| 10 décembre 2020 21h00 CEST | Rapport                                 |         |                 | Spectateurs : 0 Arbitrage : Anastasios Papapetrou | Spectateurs : 0 Arbitrage : Anastasios Papapetrou |

| 6e journée                  | Slovan Liberec | 0 - 0   | Étoile rouge de Belgrade | Stadion u Nisy, Liberec                        |                                                |
| 10 décembre 2020 21h00 CEST |                | (0 - 0) |                          | Spectateurs : 0 Arbitrage : Mattias Gestranius | Spectateurs : 0 Arbitrage : Mattias Gestranius |
| 10 décembre 2020 21h00 CEST | Rapport        |         |                          | Spectateurs : 0 Arbitrage : Mattias Gestranius | Spectateurs : 0 Arbitrage : Mattias Gestranius |